# سعدی
ابومحمّد مُشرف‌الدین مُصلِح بن عبدالله بن مشرّف (بین ۵۸۵ تا ۶۱۵ – بین ۶۹۰ تا ۶۹۵ هجری قمری) متخلص به سعدی، شاعر و نویسندهٔ پارسی‌گوی ایرانی است. اهل ادب به او لقب «استادِ سخن»، «پادشاهِ سخن»، «شیخِ اجلّ» و حتی به‌طور مطلق، «استاد» داده‌اند. او در نظامیهٔ بغداد، که مهم‌ترین مرکز فقهی،علمی بر پایه علوم اسلامی، جهان اسلام در آن زمان به حساب می‌آمد، تحصیل و پس از آن به‌عنوان خطیب به مناطق مختلفی از جمله شام و حجاز سفر کرد. سعدی سپس به زادگاه خود شیراز، برگشت و تا پایان عمر در آن‌جا اقامت گزید. آرامگاه وی در شیراز واقع شده است که به سعدیه معروف است.
بیشتر عمر او مصادف با حکومت اتابکان فارس در شیراز و هم‌زمان با حمله مغول به ایران و سقوط بسیاری از حکومت‌های وقت مانند خوارزمشاهیان و عباسیان بود. البته سرزمین فارس، به دلیل تدابیر ابوبکر بن سعد، ششمین و معروف‌ترین اتابکان سَلغُری شیراز، از حملهٔ مغول در امان ماند. همچنین قرن ششم و هفتم هجری مصادف با رونقِ تصوّف در ایران بود و تأثیر این جریان فکری و فرهنگی در آثارِ سعدی چشمگیر است. به نظر اغلب سعدی‌پژوهان، سعدی به تأثیر از آموزه‌های مذهب شافعی و اشعری، تقدیرگرا است. سعدی بیش از آن که تابع اخلاق به‌صورت مطلق و فلسفی آن باشد، مصلحت‌اندیش است و ازین‌رو در اصل، نمی‌تواند پیرو ثابت و بی‌چون‌وچرای قاعده‌ای باشد که احیاناً در جای دیگر آن را بیان کرده است. برخی از نوگرایان معاصر ایران آثار او را دور از اخلاق، ضدارزش، متناقض و ناهماهنگ توصیف کرده‌اند.
سعدی تأثیر انکارناپذیری بر زبانِ فارسی گذاشته است؛ به‌طوری‌که شباهت قابلِ توجّهی میانِ فارسیِ نو و زبانِ سعدی هست. آثار او مدت‌ها در مدرسه‌ها و مکتب‌خانه‌ها به‌عنوان منبع آموزش زبان و ادبیات فارسی تدریس می‌شده و بسیاری از ضرب‌المثلهای رایج در زبان فارسی از آثار وی اقتباس شده است. او برخلاف بسیاری از نویسندگان معاصر یا پیش از خود، ساده‌نویسی و ایجاز را در پیش گرفت و توانست — حتی در زمان حیاتش — شهرت زیادی به دست آورد. آثار سعدی در اصطلاح سهل ممتنع (سادهٔ دشوار) است و در آن‌ها نکته‌سنجی و طنز آشکار یا پنهان ملاحظه می‌شود.
آثار وی در کتاب کلّیات سعدی، شامل گلستان به نثر، کتاب بوستان در قالب مثنوی و نیز غزلیات، گردآوری شده است. علاوه بر این او آثاری در سایر قالب‌های ادبی نظیر قصیده، قطعه، ترجیع‌بند و تک‌بیت به زبان فارسی و عربی نیز دارد. غزلیات سعدی، اغلب عاشقانه و توصیف‌کنندهٔ عشق زمینی است؛ هرچند که وی غزلیات پندآموز و عارفانه نیز سروده است. گلستان و بوستان به‌عنوان کتاب‌های اخلاقی شناخته می‌شوند و علاوه بر فارسی‌زبانان، بر اندیشمندان غربی از جمله ولتر و گوته نیز تأثیرگذار بوده‌اند.
سعدی در زمان حیات شهرت فراوانی داشت. آثار او حتی در هندوستان، آسیای صغیر و آسیای میانه به زبان فارسی یا به‌صورت ترجمه در دسترس مخاطبانش قرار داشت. او نخستین شاعر ایرانی است که آثارش به یکی از زبان‌های اروپایی ترجمه شده است. بسیاری از شاعران و نویسندگان فارسی‌زبان از سبک وی تقلید کرده‌اند. حافظ از جمله شاعرانی بوده که تحت تأثیر سبک سعدی به سرودن غزل پرداخته است. در ادبیات معاصر نیز نویسندگانی مانند محمّدعلی جمال‌زاده و ابراهیم گلستان از او تأثیر پذیرفته‌اند. آثار سعدی بعدها به موسیقی هم راه پیدا کرد و بسیاری از غزل‌های او را خوانندگانی چون تاجِ اصفهانی، محمّدرضا شجریان و غلامحسین بنان خواندند. به‌منظور تجلیل از سعدی، اول اردیبهشت، روز آغاز نگارش کتاب گلستان، در ایران روزِ سعدی نامیده شده است.

## زمانهٔ سعدی

### وضعیت سیاسی

مسیر حملهٔ مغول به مناطق مختلف جهان که از ۱۲۰۶ تا ۱۲۲۱ میلادی طول کشید.

مهم‌ترین واقعهٔ قرن هفتم هجری، حملهٔ مغول‌ها به ایران است. حملهٔ مغول در سال ۶۱۶ هجری که چنگیز آغاز کرد و در نهایت در سال ۶۵۶ هجری، هلاکو با تصرّف بیشتر قسمت‌های سرزمین ایران و عراق به سرانجام رساند. این هجوم با ویران کردن شهرها، سوزاندن کتابخانه‌ها و غارت و کشتار مردم همراه بود. چند میلیون نفر از مردم در این حملات کشته شدند و بسیاری از شهرها با خاک یکسان شدند. نخستین سرزمینی که مورد هجوم واقع شد، سرزمین فرارود بود و این حملات باعث شد تا بخشی از مردم به مناطق امن‌تر مانند پارس، اصفهان، هند و آسیای صغیر پناه ببرند.
سعدی در زمان حکومت اتابکان فارس (یا سَلغُریان) می‌زیست. این سلسله از سال ۵۴۳ هجری شروع شد و نزدیک به صد و پنجاه سال بعد، یعنی در سال ۶۸۵ هجری، به پایان رسید. ششمین و مشهورترین اتابک این سلسله ابوبکر بن سعد بن زنگی بود که در سال ۶۲۳ هجری به فرمان‌دهی رسید و ۳۵ سال حکومت کرد. پدر وی، سعد بن زنگی تبعیت علاءالدین محمد خوارزمشاه را پذیرفته بود؛ با از بین رفتن خوارزمشاهیان سرزمین پارس به سبب تدبیر ابوبکر بن سعد از تجاوز مغول در امان ماند؛ وی با پذیرفتن اطاعت خان مغول، اجازهٔ سلطنت در فارس (یرلیغ) را از جانب اوگتای خان، امپراتور مغول دریافت کرد. سپس هولاکو خان، سرسلسلهٔ ایلخانان نیز حکومت وی بر فارس را پذیرفت. او در سال ۶۵۶ هجری، عده‌ای از سپاه خود را برای کمک به هلاکوخان در تسخیر بغداد گسیل کرد. حملهٔ هلاکو به بغداد منجر به انقراض حکومت عباسیان و کشته شدن مستعصم، آخرین خلیفهٔ عباسی شد. اما ابوبکر بن سعد، در سال ۶۵۸ هجری در شیراز درگذشت و پسرش سعد بن ابوبکر نیز در راه بازگشت از اردوی ایلخان در منطقهٔ تفرش درگذشت. هلاکو در سال ۶۶۷، امیر انکیانو را به سمت فرماندار مغول در فارس منصوب کرد.

### فرهنگ و ادبیات
قرن ششم و هفتم هجری با اوج‌گیری تصوّف مصادف است، که زمینهٔ گسترش آن از قرن پنجم هجری با پاسخگویی ابوحامد محمد غزالی به «شبهات» و ایجاد آشتی بین شرع و تصوّف فراهم شده‌بود. در این دوران بسیاری از مشایخ صوفیه از جمله عبدالقادر گیلانی و شهاب‌الدین عمر سهروردی ظهور کردند. بسیاری از مکتب‌های صوفیه از جمله قادریه، سهروردیه و کبرویه بنیان‌گذاری شدند و خانقاه‌های بسیاری ساخته‌شدند. بسیاری از امرا، وزرا و سلاطین ازجمله مستنصر عباسی، طغرل سلجوقی و خواجه نظام الملک طوسی از مشایخ صوفیه حمایت کردند. در این دوره، عناصر صوفیانه در اشکال مختلف به شعر و نثر فارسی راه یافت و عالی‌ترین مظاهر شعر تعلیمی در حدیقهٔ سنایی و بعد از آن در اشعار عطار نیشابوری و مولوی نمایان شد. سهروردی در اواخر قرن ششم و اوایل قرن هفتم فلسفهٔ اشراق را با استفاده از آثار صوفیه، منابع فلسفهٔ یونانی و حکمت خسروانی پایه‌گذاری کرد. فلسفهٔ اشراق هم مبتنی بر استدلال عقلی و هم سیر و سلوک عرفانی است. او در صدد زنده کردن حکمت ایرانی در بین ایرانیانی بود که دین اسلام را پذیرفته بودند و ختم شدن حماسهٔ پهلوانی به حماسهٔ عرفانی یکی از ابعاد تحولی است که در این دوران به وقوع پیوست.
با روی کار آمدن حاکمان سلجوقی و پس از آن ایلخانی — که علاقه‌ای به شعر نداشتند — سرودن مدیحه درآمدی برای شاعران ایجاد نمی‌کرد و در نتیجه، قصیده که قالب متداول مدح در دوران پیشین بود، کم‌کم‌اهمیت خود را از دست داد. در نقطهٔ مقابل، از آن‌جا که غزل قالب مناسبی برای بیان مضامین عارفانه و عاشقانه است، شاعران غزل‌سرا ظهور کردند و پایه‌های غزل استوارتر شد. سنایی نخستین شاعری است که به‌جد به سرودن غزل عارفانه و عاشقانه روی آورد و زمینه را برای تکامل آن در آثار شاعران بعد از خود، از جمله عطار، خاقانی، نظامی، سعدی، مولوی و حافظ فراهم کرد.
از سوی دیگر، روزگار سعدی مقارن با متداول شدن سبک عراقی در ادبیات فارسی است. رواج سبک عراقی به اواخر قرن ششم هجری و روی کار آمدن سلجوقیان بازمی‌گردد. در این دوره بسیاری از حکما و ادبا به مناطق مرکزی و جنوبی ایران مهاجرت کردند که به عراق عجم شهرت داشت. این روند مهاجرت با هجوم مغول به ایران سرعت و شدت بیشتری گرفت. با انتقال کانون‌های تأثیرگذار بر زبان فارسی به مناطق مرکزی و جنوبی، زمینهٔ بروز تغییرات در سبک سخنوَری فارسی (که به سبک خراسانی مشهور بود) پدید آمد. در این دوران با نفوذ زبان عربی در زبان فارسی، بسامد استفاده از واژه‌ها و ترکیب‌های عربی در شعر و نثر فارسی بیشتر شد و نثر فنی متکلفانه نیز رواج پیدا کرد. کتاب مقامات حمیدی نمونه‌ای از این نوع نثر است. در قرن ششم، غلبهٔ زبان عربی بر فارسی به‌قدری زیاد شد که نویسندگان فارسی‌زبان به خلق آثار عربی روی آوردند و اگر هم به زبان فارسی می‌نوشتند، آن را با کلمه‌ها و ترکیب‌های عربی می‌آمیختند؛ به‌طوری‌که آثار این دوره پر از اشعار و اصطلاحات عربی و استدلالات قرآنی است. نویسندگان این عصر، در جستجوی سجع، به استفاده از واژگان نامأنوس روی آورده بودند و صفت جوهری نثر که انتقال مفهوم به ذهن خواننده است، بسیار کم‌رنگ شده بود.
در سدهٔ هفتم هجری، از آن‌جا که حاکمان ایلخانی علاقهٔ زیادی به ثبت وقایع تاریخی داشتند، زمینهٔ گسترش تاریخ‌نگاری فراهم شد که از آن جمله می‌توان به جامع التواریخ و تاریخ جهانگشا اشاره کرد.

## زندگی
در مورد زندگی سعدی اطلاعات قطعی بسیار کمی در دست است. حتی قدیمی‌ترین منابع، بسیاری از اطلاعات خود را از آثار خود او اقتباس کرده‌اند؛ اطلاعاتی که بسیاری از آن‌ها به لحاظ تاریخی غیرممکن‌اند و سعدی –شاید– به‌منظور تأثیر بیشتر کلام خود، آن‌ها را تغییر داده و با مبالغه و افسانه درآمیخته است. بنابراین، هنوز تصویر دقیق و منسجمی از زندگی سعدی وجود ندارد. به‌ویژه در مورد سال‌های پیش از سال ۶۵۵ و پس از ۶۸۰ دانسته‌ها متکی بر فرضیات است.

### تولد و کودکی
سعدی به احتمال زیاد در سال ۶۰۶ هجری قمری (برابر با حدود ۵۸۹ خورشیدی و ۱۲۱۰ میلادی) در شیراز زاده شده است. با این حال، برخی از صاحب‌نظران تولد وی را حدود سال ۵۸۵ هجری قمری می‌دانند. با توجه به این که هیچ منبع تاریخی مستقلی در مورد زادروز سعدی گزارشی نداشته است، هر دو تاریخ ذکرشده، بر اساس استنباط صاحب‌نظران از آثار خود او به دست آمده است.
به‌عقیدهٔ یان ریپکا، محتمل‌ترین فرضیه برای تولّد سعدی بین ۶۱۰ تا ۶۱۵ است که عباس اقبال، مورخ و ادیب معاصر، طرح کرده است؛ هرچند حتی با این فرض نیز عمر سعدی بسیار طولانی می‌شود.
طبق قدیمی‌ترین اسناد، نام وی مصلح‌الدین ابومحمد عبدالله بن مشرف بن مصلح بن مشرف است. نام کوچک سعدی، مصلح، از نام پدربزرگ پدری‌اش اقتباس شد. پدر او ملازم دربار سعد بن زنگی، اتابک فارس، بود و هم‌زمان به علوم دینی نیز اشتغال داشت. سعدی از کودکی تحت تعلیم و تربیت قرار گرفت. وی در آثارش ضمن یادآوری این تعالیم، از عشق و آموزه‌های خردمندانهٔ پدرش به نیکی یاد می‌کند. سعدی در دوازده‌سالگی پدرش را از دست داد و تحت تکفل پدربزرگ مادری خود، مسعود بن مصلح الفارسی، قرار گرفت. او در دوران کودکی، مقدمات علوم ادبی و شرعی را در شیراز آموخت. سعدی به قولی، خواهرزادهٔ قطب‌الدین شیرازی، دانشمند و فیلسوف سرشناس است. دوران کودکی و نوجوانی سعدی هم‌زمان با اتابکی سعد بن زنگی در فارس بود، که با یورش مغول‌ها به ایران مصادف شد. اوضاع نابسامان ایران در پایان دوران سلطان محمد خوارزمشاه و به‌ویژه حملهٔ سلطان غیاث‌الدین خوارزمشاه، برادر جلال‌الدین خوارزمشاه، به شیراز در سال ۶۲۰ هجری قمری، سعدی را بر آن داشت که در روزگار جوانی شیراز را ترک کند و به بغداد برود.

### تحصیل و سفر
سعدی حدوداً از سال ۶۲۳ قمری در مدرسهٔ نظامیهٔ بغداد مشغول به تحصیل شد. این مدرسه در سال ۴۵۹ هجری به دستور خواجه نظام‌الملک طوسی، وزیر مشهور دربار سلجوقیان، تأسیس شده بود. در این مدرسه که به صورت شبانه‌روزی اداره می‌شد، دانشجویان دروسی از قبیل صرف و نحو عربی، قرآن، فقه، حدیث، اصول، طب، فلسفه و نجوم را فرا می‌گرفتند. هدف اصلی تأسیس مدارس نظامیه، تربیت قاضی و فقیه و محدث اهل سنت بود. امام محمد غزالی از سال ۴۸۴ هجری در آن تدریس می‌کرد و تأثیر وی در محتوا و نظام آموزشی، در درازمدت (حتی در زمان تحصیل سعدی) هویدا بود؛ چنان‌که کتاب احیاء علوم‌الدین یکی از مهم‌ترین کتاب‌های درسی آن به‌شمار می‌رفت. این مدرسه و سایر مدارس نظامیه مروج فقه شافعی و کلام اشعری بود و مثل سدی در برابر تفکر اسماعیلیه عمل می‌کرد.
سعدی در مدت تحصیل در بغداد از استادان مشهور دوران خود از جمله سبط بن جوزی (منظور ابن جوزی دوم، نوادهٔ ابن جوزی مشهور است) و شهاب‌الدین عمر سهروردی، صوفی مشهور، بهره برد. به استناد یکی از سروده‌های سعدی، او در این دوره از مدرسهٔ نظامیه شهریه دریافت می‌کرده است. سعدی پس از تحصیل در نظامیه، شغل واعظی پیشه می‌کند که مستلزم سفر به مناطق مختلف و ارائهٔ خطابه و ارشاد مردم بوده است. با توجه به شواهد متعددی که در بوستان و گلستان وجود دارد، سعدی مدتی را در شهرهای مختلف شام مانند دمشق و بعلبک به سر برده و به کار تدریس و موعظه مشغول بوده است. مسلم است که سعدی به حجاز، شام و آسیای صغیر سفر کرده است. با این حال نشانه‌هایی از سفر به هندوستان، ترکستان، غزنین، آذربایجان، فلسطین، چین، یمن و آفریقای شمالی هم در سروده‌های وی یافت می‌شود. اما به‌نظر می‌رسد که بعضی از این سفرها داستان‌پردازی باشند و به‌طور منطقی پایهٔ نمادین و اخلاقی داشته باشند. یان ریپکا سفر او به شرق ایران، شامل ترکستان و هندوستان، را بسیار بعید می‌داند. این جهانگردی که مورد اشارهٔ خود سعدی نیز واقع شده است، به روایتی سی سال به طول انجامید.

### بازگشت به شیراز
سعدی در حدود سال ۶۵۵ قمری به شیراز بازگشت و در خانقاه ابوعبدالله بن خفیف ساکن شد. سعدی در این زمان به حاکم فارس، اتابک ابوبکر بن سعد زنگی بسیار نزدیک شد و –مانند پدر– به دربار رفت‌وآمد پیدا کرد. ذبیح‌الله صفا، معتقد است که اشتغال سعدی در دربار، به عنوان شاعر درباری نبوده است. در این دوران سعدی به تدوین و تصنیف اشعار و رسائل خود پرداخت.
با توجه به شواهدی که در کتاب بوستان وجود دارد، سعدی در بازگشت از سفر تصمیم گرفت که «سخن‌های شیرین‌تر از قند به سوغات آوَرَد» و بدین جهت کتاب بوستان را در سال ۶۵۵ قمری نوشت و به ابوبکر بن سعد زنگی، حاکم وقت شیراز، تقدیم کرد. محمدعلی همایون کاتوزیان، منتقد ادبی، با توجه به شواهدی در گلستان، معتقد است که سعدی پس از نگارش بوستان دچار نوعی افسردگی شد و با این فکر که عمر خود را به بطالت گذرانده و به ایام پیری رسیده است، دست از کار کشید؛ اما دوست یا دوستانی او را به نوشتن کتاب جدیدی مصمم کردند. سعدی نگارش کتاب گلستان را کمتر از یک سال بعد از تدوین بوستان، در ۱ اردیبهشت سال ۶۵۶ هجری شروع کرد و «هنوز از گلِ بوستان بَقیّتی موجود بود» که نگارش آن را به پایان رساند؛ بنابراین کتاب گلستان در مدت پنج یا شش ماه نوشته شد که — به نظر محمدعلی همایون کاتوزیان — شبیه به معجزه است و می‌تواند نشانی از فرح و انبساطی باشد که پس از یک دوره افسردگی — به‌صورت موقت — بروز می‌کند. سعدی این کتاب را تلویحاً به سعدبن ابوبکر زنگی، ولیعهد جوان فارس تقدیم و ابراز امیدواری کرد که مورد پسند وی واقع شود. یان ریپکا می‌گوید این‌که سعدی توانسته در این مدت کوتاه این دو اثر بلیغ را در نهایت کمال تصنیف کند، از این مسئله نشات می‌گیرد که مطالبش را پیش‌تر نگاشته بوده است.
سعدی تا پیش از نگارش بوستان و گلستان، شاعری نام‌آشنا نبود، اما نگارش این دو کتاب سرآغاز شهرت و بلندآوازگی او شد. سعدی پس از سکونت در شیراز، زندگی خود را صرف سرودن شعر و مراقبه کرد و روزگار خود را با تقدیم شعری یا نصیحتی به امیران و رعایا و طرفداران خود و پذیرش هدایای آن‌ها می‌گذراند.
سعدی در گلستان می‌گوید که با دو وزیر دربار ایلخانی زمان خود یعنی شمس‌الدین محمد جوینی و عطاملک جوینی دوستی و مراوده داشت. این دو اهل سخن و شعر بودند و با سعدی مکاتبات و ملاقات‌هایی داشتند. سعدی پس از بازگشت به شیراز، یک بار به سفر حج می‌رود و در بازگشت، از مسیر آذربایجان، به دیدار این دو برادر نائل می‌شود. آن‌ها او را به دیدار اباقاخان، پادشاه وقت ایلخانی، بردند و او هم از سعدی خواست که او را نصیحتی کند. سعدی در مدت اقامت خود در شیراز، با بسیاری از افراد سرشناس معاصر خود از جمله شیخ صفی‌الدین اردبیلی دیدار کرد. یان ریپکا گزارش این ملاقات‌ها را معتبر نمی‌داند.
قاضی نورالله شوشتری در کتاب قصص العلماء، داستانی از ملاقات سعدی با خواجه نصیرالدین توسی در شیراز نقل می‌کند که طی آن خواجه نصیر، به سبب قصیدهای که سعدی در رثای مستعصم، خلیفهٔ عباسی سروده، دستور فلک کردن او را می‌دهد و این شکنجه، طی چند روز به درگذشت وی می‌انجامد. با این حال به‌نظر ابراهیم باستانی پاریزی، اگرچه اصل فلک شدن سعدی به‌واسطهٔ سرودن مرثیه برای مستعصم عباسی ممکن است واقعیت داشته‌باشد، اما جزئیات داستان ساختگی است؛ چرا که نشانه‌ای از سفر خواجه نصیر به شیراز در دست نیست و در عین حال، سعدی تا سال‌ها پس از درگذشت خواجه نصیر به حیات خود ادامه داده است.

### مرگ
تاریخ مرگ سعدی را در منابع گوناگون، یکی از سال‌های ۶۹۰ تا ۶۹۵ هجری قمری ذکر کرده‌اند. اما مورد اعتمادترین روایت که سعید نفیسی طرح می‌کند، این است که وی در ۲۷ ذیحجه سال ۶۹۰ هجری درگذشته و در همان خانقاهی که اقامت گزیده‌بود، به خاک سپرده شده است.

### داستان‌های خیالی و مبالغه‌آمیز
پیش‌تر عادت بر این بود که — بیشتر بدون گفتگو — داستان‌های گلستان و بوستان را بخشی از سرگذشت سعدی قلمداد نمایند؛ از معروف‌ترین صاحب‌نظرانی که چنین رویکردی داشته‌اند می‌توان به هنری ماسه، علی‌اصغر حکمت و محمد خزائلی اشاره کرد. اما مطالعات نشان می‌دهد که برخی از این حکایات جنبهٔ تخیلی دارد و واقعی نیست یا دست‌کم در بیان آن مبالغه شده است؛ بنابراین نمی‌توان این داستان‌ها را به‌عنوان سرگذشت واقعی سعدی پذیرفت.
یکی از این سرگذشت‌ها، حکایت بتی دیدم از عاج در سومنات... است که نمونه‌ای از مقامه‌نویسی است و واقعیت ندارد؛ سعدی اصولاً سفری به هندوستان نداشته است. داستان از این قرار است که سعدی در بت‌خانهٔ سومنات، مردم را در حال پرستش بتی می‌بیند، که ادعا می‌شد صبح‌ها دست خود را برای ستایش خداوند به سوی آسمان دراز می‌کند. سعدی درمی‌یابد که یک برهمن در درون بت پنهان می‌شود و با کشیدن ریسمانی، دست بت را حرکت می‌دهد. در همین حال برهمن هم درمی‌یابد که سعدی متوجه موضوع شده است. پس از بیم جان، برهمن را می‌کشد و از راه هندوستان و یمن به حجاز می‌گریزد.
سعدی در مدت اقامت در دمشق به علت دلگیری از دوستان خود، از آن‌ها کناره‌گیری می‌کند و سر به بیابان می‌گذارد. اما اسیر فرنگیان می‌شود و در شهر طرابلس به کار اجباری گماشته می‌شود. در این اثنا، آشنایی او را می‌بیند و از صاحبانش می‌خرد. این شخص سعدی را به شهر حلب می‌برد و دختر خود را به عقد وی درمی‌آورد. به استناد این حکایت، برخی معتقدند که سعدی اسیر فرنگیان شده و به اروپا سفر کرده است. ضیاء موحد اصل داستان اسارت را قابل رد یا اثبات نمی‌داند. اما بر این عقیده است که منظور سعدی از فرنگ، اروپا نیست؛ چون در آن دوران، طی جنگ‌های صلیبی، فرنگیان استحکاماتی را در سرزمین شام به وجود آورده‌بودند که به اَفرَنج یا اَفرَنجیه شهرت یافته‌بود و سعدی نیز به اسارت محافظان یکی از همین قلعه‌ها درآمده‌بود. موحد برآورد می‌کند که این اتفاق البته در صورت واقعیت داشتن — به احتمال زیاد بین سال‌های ۶۴۵ تا ۶۵۲ قمری (۱۲۴۸ تا ۱۲۵۴ میلادی) طی هفتمین مرحله از جنگ‌های صلیبی واقع شده باشد.
سعدی در گلستان حکایتی نقل می‌کند راجع به سفر خود به کاشغر در سالی که محمد خوارزمشاه با ختا صلح اختیار کرد. بنا بر شواهد تاریخی این رخداد در سال ۶۱۰ هجری بوده است. وی در این سفر با پسری زیباروی که در حال یادگیری صرف و نحو عربی بود، هم‌کلام می‌شود. پسر از وی درخواست می‌کند شعری از سعدی برایش بخواند و سعدی هم فی‌البداهه ابتدا شعری عربی و سپس شعری فارسی برای او می‌خواند. پسر نحوی سپس که متوجه می‌شود این شخص، همان سعدی است، از او تقاضا می‌کند که مدت بیشتری در آن‌جا اقامت کند؛ اما سعدی به‌رغم میل باطنی، تقاضای او را نمی‌پذیرد. سعدی در این سال، سن کمی داشته است و غیرممکن بوده که آوازه‌اش در شهر کاشغر در ترکستان شرقی به این درجه رسیده‌باشد. از سوی دیگر، شمس قیس رازی در کتاب المعجم که در سال ۶۳۰ هجری نوشته شده است، هیچ عبارت یا شعری از سعدی را نقل نمی‌کند؛ در حالی که به آثار بسیاری از دیگر شاعران آن دوران اشاراتی دارد. از این رو سفر به کاشغر و ملاقات با پسر نحوی، به احتمال زیاد تخیلی است.

## گرایش‌های فکری و اجتماعی

### مذهب
سعدی در نظامیهٔ بغداد تحصیل کرده است و هدف از تأسیس مدارس نظامیه، پرورش افرادی بود که فقه شافعی و کلام اشعری را تدریس کنند. همچنین تفکر اشعری در زمان و جغرافیای زندگی سعدی متداول بوده است. برخی پژوهشگران معتقدند که نشانه‌های اعتقاد سعدی به اشاعره، در آثار او قابل تشخیص است و شکی در اشعری‌مذهب بودن او باقی نمی‌گذارد؛ به‌طور مثال، سعدی قصیده‌ای دارد که در آن نخست پیامبر اسلام و سپس خلفای چهارگانه را ستوده و در آن از ادبیات و تعبیرات اهل سنت استفاده کرده است. نکتهٔ قابل توجه در بررسی مذهب سعدی این است که او اصراری به تبلیغ مذهب خود و زیر سؤال بردن سایر مذاهب نمی‌کند و بیشتر به‌عنوان یک شاعر اصول اخلاقی را انعکاس می‌دهد و تبیین می‌کند.

### جهان‌بینی
اگرچه سفر به مناطق مختلف و همنشینی با حکیمان و دانشمندان نقش مهمی در شکل‌گیری عقاید سعدی دارد. اما او بیش از هر چیز تحت تأثیر آموزه‌های مذهبی است که در شیراز و بغداد فرا گرفته است. سعدی به پیروی از اشاعره فلسفه و هرگونه تفکر خارج از دایرهٔ تعالیم شرعی را گمراهی می‌داند و معتقد است که در هر امری باید تابع قرآن و حدیث بود. سعدی تقدیرگراست و حتی افتادن برگی از درخت را ناشی از ارادهٔ خداوند می‌داند؛ پس در تفکر وی خوبی و بدی در ذات انسان‌ها سرشته شده و قابل تغییر نیست.
نکتهٔ بارز دیگری که در مورد عقاید سعدی می‌توان یاد کرد، نوع‌دوستی و تلاش برای اصلاح جامعه است. این جنبه از تفکر او که از آن با عنوان حکمت عملی نام می‌برند، در اشعار و آثار سعدی نمود بارز و برجسته‌ای دارد. مفاهیمی از قبیل پرستش خدای یگانه، نکوهش ریاکاری، فروتنی، خدمت به خلق، انسان‌دوستی، کار و تلاش، عدالت و مواردی از این دست در اشعار وی و به‌ویژه در بوستان به دفعات توصیه شده است. سعدی خود را مصلحی اجتماعی و آموزگاری اخلاقی می‌داند که با پند و اندرز تلاش می‌کند در مقابل ظلم و نابرابری بایستد یا دست کم تا حدی از عوارض آن بکاهد. او در طول عمر خود با دربار پادشاهان مختلفی در ارتباط بود. اما آزادی اندیشه و آزادی قلم خود را از دست نداد و ترجیح داد در قصیده‌های خود، به جای ثنا گفتن امیران و وزیران، آن‌ها را پند و اندرز دهد.

### عرفان و تصوّف
سعدی را نمی‌توان صوفی یا عارف قلمداد کرد؛ اما در عین حال، نمی‌توان او را یکسره مخالف یا بیگانه با تصوّف دانست. تصوّف و عرفان در قرن هفتم هجری بسیار رایج بود. سعدی هم به‌عنوان یکی از عالمان زمان خود، به‌واسطهٔ تحصیل در بغداد و نشست و برخاست با عارفان زمان خود نظیر شیخ شهاب‌الدین عمر بن محمد سهروردی در معرض اندیشه‌های عرفانی قرار داشت. او در گلستان می‌گوید که ابوالفرج جوزی او را به ترک سماع دعوت کرده بود و به‌همین دلیل، بدیع‌الزمان فروزانفر، او را در زمرهٔ صوفیان دین‌دار (متشرع) قرار می‌دهد. سعدی در حکایات گلستان و بوستان رویکردی دوگانه نسبت به مقولهٔ تصوّف دارد؛ گاهی عارفان را تمجید و نظریهٔ تصوّف و عرفان را تبیین می‌کند، از آراء و روش‌های اصولی تصوّف برداشت می‌کند و بازتاب آن را در اخلاق و رفتار صوفیان بزرگ (ابدال) مانند جنید بغدادی، شبلی نعمانی و بایزید بسطامی به‌تصویر می‌کشد. با این حال، گاهی صوفیان را «مردمی بیکار و بیعار و بی‌بندوبار» می‌شمارد و از جماعتی انتقاد می‌کند، که تصوّف را بهانه‌ای برای «تن‌پروری و شهوت‌رانی» قرار داده‌اند.
رشید یاسمی، زبان‌شناس، بر این عقیده است که همهٔ غزل‌های سعدی عارفانه است و تصویر عشق زمینی در اشعار سعدی، وسیله‌ای برای رساندن مفهوم عشق حقیقی اهلِ تصوّف است. اما بسیاری دیگر از صاحب‌نظران از جمله محمدعلی فروغی، همایون کاتوزیان و ضیاء موحد این نظر را رد می‌کنند. حدود ده درصد از غزل‌های سعدی، عرفانی یا شبه‌عرفانی است. اما حتی در این اشعار نیز شور و شعف عارفانه، چنان‌که در غزلیات مولوی هست، وجود ندارد. سیدعلی قاضی طباطبایی، عارف شیعهٔ قرن سیزدهم و چهاردهم، سعدی را اگرچه فردی حکیم و دانشمند می‌دانست، اما معتقد بود که «در اشعار او بویی از عرفان به مشام نمی‌رسد». وی تنها از غزلی با مطلع «به جهان خرم از آنم که جهان خرم ازوست» به عنوان غزلی «آبدار و شیرین» یاد کرده است. به عقیدهٔ روبن لوی، استاد دانشگاه کمبریج، فلسفهٔ سعدی، عملی و عادی است و جنبهٔ متافیزیک ندارد؛ سعدی دربارهٔ اندیشه‌های صوفیانه به‌شکل جامع و دقیق سخن نمی‌گوید و نگاه او به عارفان برجسته به عنوان معلم اخلاق است و به‌همین دلیل، رویکرد سعدی با مولوی متفاوت است. یان ریپکا نیز می‌گوید توجه سعدی نه به اندیشه‌های انتزاعی عارفانه، بلکه به کاربرد آن در زندگی عادی معطوف بوده است. به نظر باربیه دومنار، شرق‌شناس فرانسوی، سعدی تمایلِ جدّی به تصوّف نداشت. اما از آن‌جا که در عصرِ او، تصوّف مانند مذهب یک عامل تربیتی عمومی بود، از آن برکنار نماند و از چاشنیِ تصوّف در آثار خود بهره گرفت.

### مصلحت‌اندیشی
سعدی بیش از آن که تابع اخلاق به‌صورت مطلق و فلسفی باشد، مصلحت‌اندیش است و ازین‌رو اصولاً نمی‌تواند طرفدار ثابت و بی‌چون‌وچرای قاعده‌ای باشد که احیاناً در جای دیگری آن را بیان کرده است؛ مثلاً راستگویی یک ارزش است؛ اما ممکن است شرایطی واقع شود که مصلحت، دروغ گفتن را ایجاب کند. سعدی در نخستین حکایت از فصل یکم گلستان، شرایطی را تصویر کرده است که در آن ارزش راست‌گویی زیر پا گذاشته می‌شود؛ در غیر این صورت نادانی پادشاه و بی‌رحمی وزیرانش باعث کشتار بی‌مورد می‌شود. سعدی در عالم واقع نیز به‌طور مطلق از یک سری قواعد اخلاقی ثابت پیروی نکرده است.
او از جمله شاعرانی است که چاپلوسی را نمی‌پسندد و ترجیح می‌دهد در قصیده به جای مدح گفتن، تذکر بدهد. او هلاکو خانی را، که آخرین خلیفهٔ عباسی را به قتل رسانده است، تمجید و در همان زمان، برای خلیفهٔ مقتول نیز سوگواری می‌کند؛ حال آن که حاکم شیراز — که سعدی او را نیز تمجید کرده است — برای شکست دادن همین خلیفه، لشکری را به کمک هلاکوخان گسیل کرده‌بود.

### شاهدبازی
سعدی در دورهٔ خود به هزالی و شاهدبازی معروف بوده است. علاوه بر هزلیات، که در آن اشعاری در باب همجنس‌گرایی موجود است، در بوستان و گلستان هم مطالب متعددی در همین زمینه وجود دارد. خود سعدی از طرفداران جمال و رخ زیبا بود و از آن حظ روحانی می‌برد. بدیع‌الزمان فروزانفر، استاد ادبیات فارسی، معتقد است که سعدی در بیشتر غزل‌های خود آشکارا و بی‌پروا، جمال‌پرستی را تأیید کرده است. آرش نراقی، نویسنده و مترجم معتقد است که سعدی در آثارش از عشق ورزیدن با پسران با لذت و تحسین یاد کرده است. در مقابل، محمد بقایی ماکان، پژوهشگر ادبیات، معتقد است که سعدی تنها ستایشگر زیبایی است و نباید اشعار جمال‌پرستانهٔ او را به مسائل جنسی مرتبط دانست.
با این حال، سعدی در باب هفتم بوستان، شاهدبازی را تقبیح می‌کند و پدران را پند می‌دهد که از افتادن فرزندان خود به دام نظربازان جلوگیری کنند. وی ادعای صوفیانی را که عشق‌ورزی به شاهدان را تجلی عشق به آفرینش پروردگار می‌دانند، به چالش می‌کشد.

## آثار
همهٔ آثار سعدی، اعم از شعر و نثر، در مجموعه‌ای با عنوانِ کلّیات سعدی جمع‌آوری شده است. از بین آثاری که در این کتاب آمده، بوستان و گلستان دو کتاب مستقل هستند. سعدی گلستان را به نظم و نثر مسجع و بوستان را به نظم تألیف کرده است. علاوه بر این، غزلیات و هزلیات (یا خبیثات) نیز به‌صورت مستقل به چاپ رسیده‌اند. سایر آثار سعدی که در کتاب کلّیات آمده است، عبارتند از: قصاید، مراثی، ملمعات و مثلثات، ترجیعات، صاحبیه، رباعیات و مفردات.
قصاید، شامل قصیده‌های عربی و قصیده‌های فارسی است. قصیده‌های عربی در حدود هفت‌صد بیت است و در کل دارای مضامین غنایی یا مدح است. قصیده‌های فارسی نیز دارای مضامین موعظه و توحید و مدح است.
مراثی، مشتمل بر چند قصیده در مرثیهٔ چند تن از رجال معاصر سعدی از جمله مستعصم، آخرین خلیفهٔ عباسی، ابوبکر بن سعد بن زنگی و سعد بن ابوبکر (از اتابکان فارس) است.
صاحبیه، مجموعه‌ای از قطعات فارسی و عربی است.
سعدی، علاوه بر گلستان، آثار دیگری نیز به نثر دارد، که عبارتند از نصیحةالملوک، رسالهٔ عقل و عشق و مجالس پنج‌گانه.
همچنین در نسخه‌های چاپی پاکستان و هند کتاب شعر دیگری با نام کریما به سعدی نسبت داده شده است. قالبِ این کتاب مثنوی است و در بحر متقارب سروده شده است. اصالتِ این انتساب، با توجه به قوی نبودن اشعار و موجود نبودن اسناد خطی از آن، محلّ شک است. علاوه بر این، محمدعلی فروغی در تحقیقات خود، در یکی از نسخه‌های خطی از کلّیات سعدی، با کتاب دیگری به نام معمیات مواجه شده است که حاوی ۳۱ قطعهٔ عربی و فارسی در لغز و معماست.
سعدی، در زمان زندگی خود، نسبت به جمع‌آوری و تدوین آثارش مبادرت می‌ورزیده است؛ چنان‌که این کار در مورد گلستان، بوستان و طیبات مسلم است. علی بن احمد بن ابی بکر بیستون از جمله مشهورترین گردآورندگان کلّیات سعدی است که در سال ۷۲۶ و نیز در سال ۷۳۴ هجری به این کار مبادرت کرد. در این نسخه، غزلیات سعدی به‌ترتیب الفبای حرف آخر ابیات مرتب شده‌اند. ترتیب قرار گرفتن فصول مختلف کلّیات سعدی در نسخه‌های بعدی نیز کم و بیش از این نسخه اقتباس شده است.
تاکنون نسخه‌های مختلفی از آثار سعدی چه به‌صورت مستقل و چه در قالب کلّیات سعدی — تصحیح و منتشر شده است. نخستین کتاب تصحیح‌شدهٔ گلستان را در سال ۱۳۱۰، عبدالعظیم قریب آماده و منتشر کرد. نخستین نسخهٔ تصحیح‌شده کلّیات سعدی را نیز در سال ۱۳۱۶، محمدعلی فروغی منتشر کرد، که تا به امروز به‌عنوان مهم‌ترین منبع ارجاع به آثار سعدی محسوب می‌شود. بعدها محققان دیگر از جمله سعید نفیسی، محمدجواد مشکور، خلیل خطیب رهبر و حسن انوری نسخه‌های دیگری از این کتاب را تصحیح کردند. معتبرترین نسخه از گلستان به تصحیح غلامحسین یوسفی است که مبنای آن هفده نسخهٔ خطی و نسخه‌های چاپی معتبر بود. با این حال، این تصحیح نیز نظرات مثبت همهٔ منتقدان را برنیاورد و پس از آن دستِ‌کم دو تصحیح دیگر از کلّیات سعدی از بهاءالدین خرمشاهی (۱۳۷۵) و حسن انوری (۱۳۸۳) عرضه شد.

### بوستان

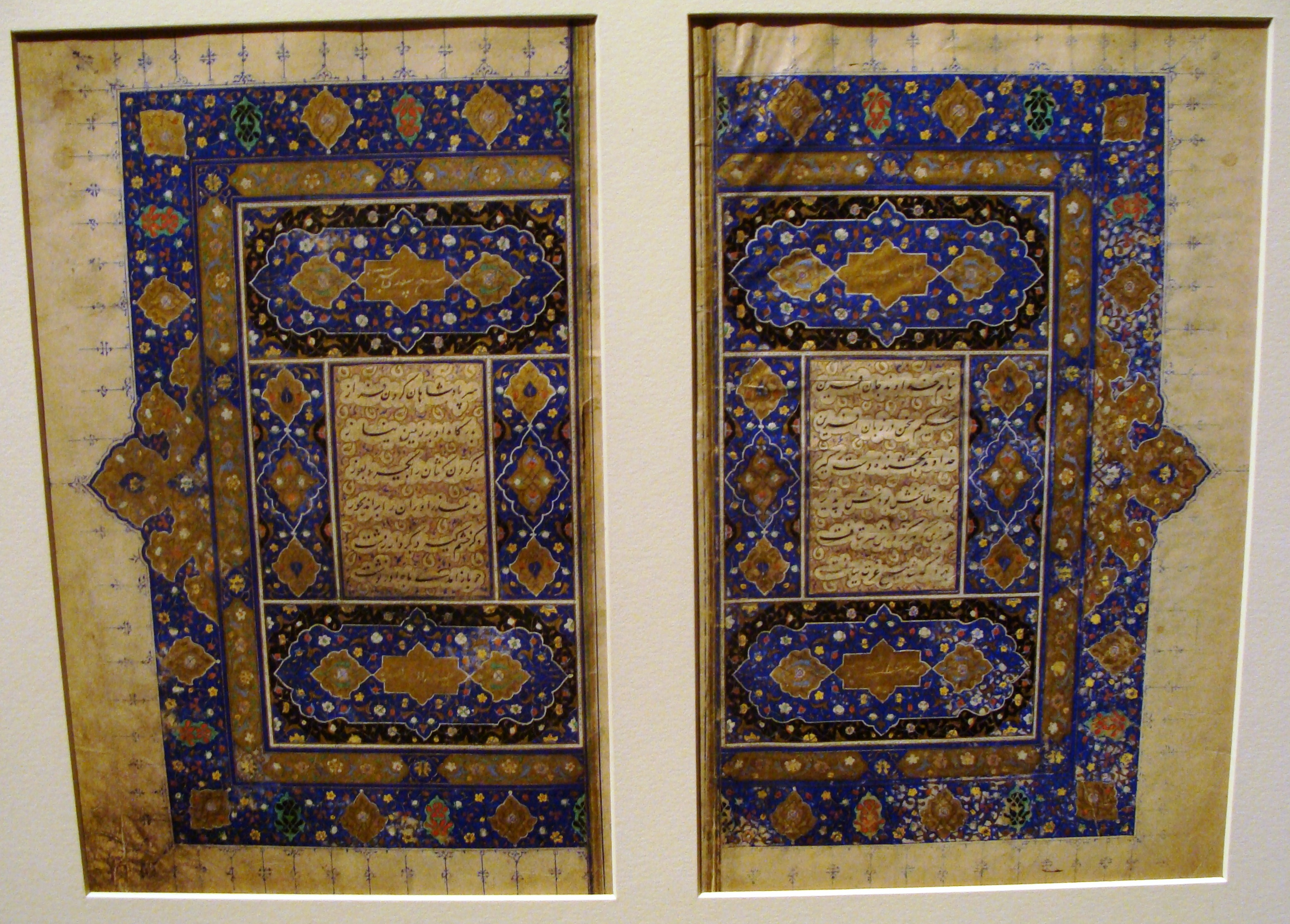
برگه‌ای از بوستان سعدی، نوشته‌شده در بخارا در سال ۱۵۳۹ میلادی. این اثر امروزه در موزهٔ هنر نلسون اَتکینز واقع در کانزاس سیتی در ایالات متحدهٔ آمریکا نگهداری می‌شود.

بوستان از آثار منظوم سعدی و یکی از شاهکارهای ادب فارسی به‌شمار می‌آید. این کتاب در نسخه‌های قدیمی سعدی‌نامه نامیده می‌شد، اما بعدها به بوستان شهرت یافت. بوستان به نظم (شعر) نوشته شده و مشتمل بر حدود چهار هزار بیت شعر است. قالب شعری آن مثنوی است و همانند شاهنامهٔ فردوسی در بحر متقارب سروده شده است. بوستان، کتابی اخلاقی و آموزشی است و سعدی آرمان‌شهر مطلوب خود را در آن به تصویر کشیده است. چنان‌که سعدی، خود، اشاره کرده است، نگارش آن را در ۶۵۵ هجری به پایان برده و به ابوبکر بن سعد زنگی تقدیم کرده است.
بوستان با یک مقدمهٔ طولانی آغاز می‌شود که در حمد خداوند، ستایش پیامبر اسلام، بیان دلیل نگارش کتاب و مدح ابوبکر بن سعد زنگی و سعد بن ابوبکر، حاکمان وقت فارس، سروده شده است. این کتاب در ده فصل (یا ده باب) نوشته شده است که عبارتند از: عدل، احسان، عشق، تواضع، رضا، ذکر، تربیت، شُکر، توبه و مناجات و ختم کتاب. حجم این باب‌ها متفاوت است و به‌جز باب یکم و پنجم، همگی با یک مقدمهٔ کوتاه شروع می‌شوند. هر باب، مشتمل بر حکایت‌هایی است که به‌صورت پی‌درپی نقل می‌شوند. بر اساس نسخهٔ تصحیح‌شدهٔ غلام‌حسین یوسفی، با احتساب دیباچه، در مجموع ۱۸۳ حکایت در این کتاب نقل شده است. حکایت‌های بوستان از نظر پیچیدگی و ساختار یکسان نیستند؛ برخی از ساختار داستانی پیچیده‌تری برخوردارند و حوادث و اشخاص متعددی را در بر می‌گیرند، درحالی‌که برخی دیگر ساده و در حد حکایت‌واره‌اند.

### گلستان

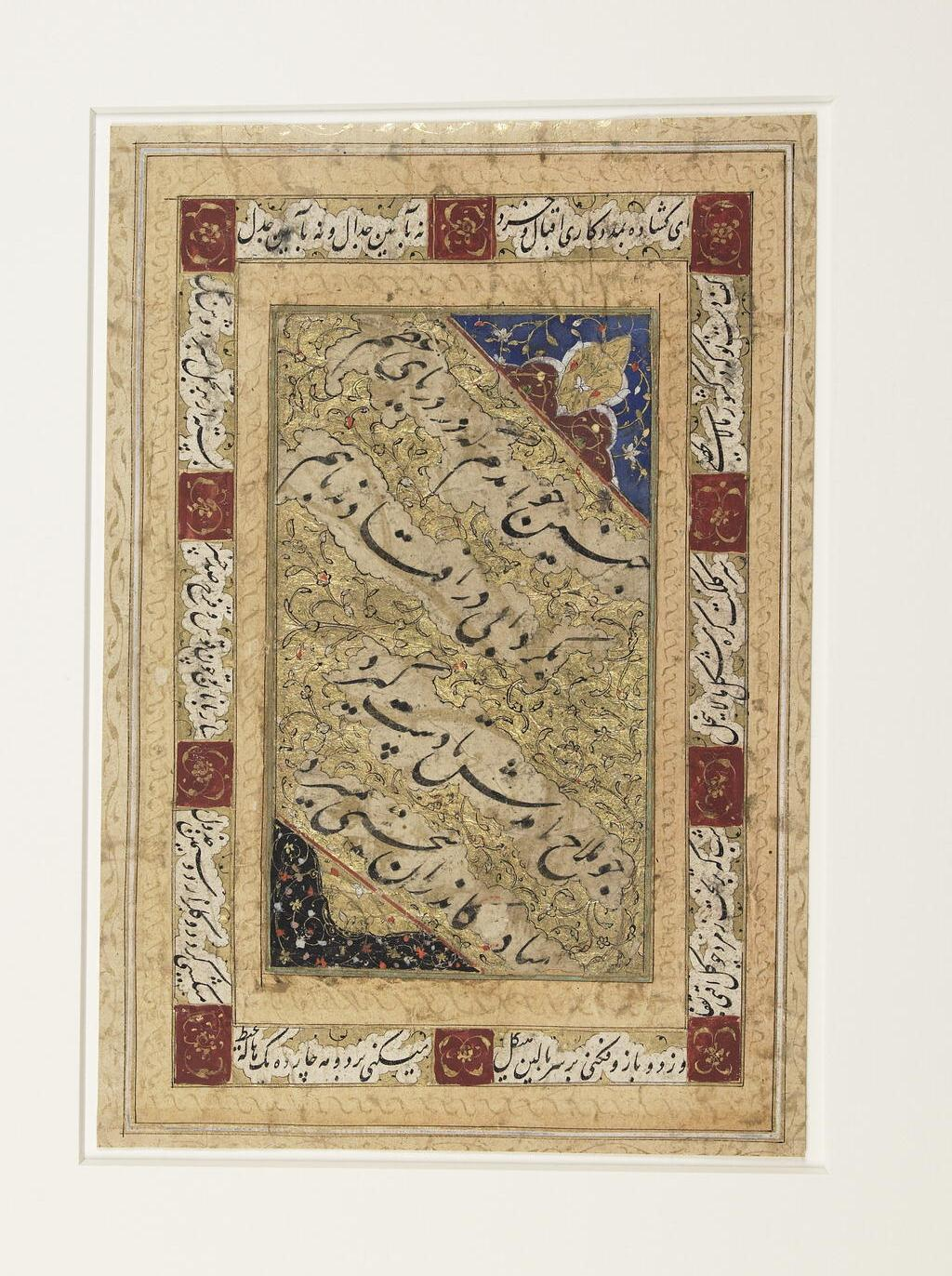
شعری از گلستان

سعدی کتاب گلستان را در سال ۶۵۶ هجری قمری، یعنی یک سال پس از نگارش بوستان نوشته است. این کتاب به نثر آهنگین و آمیخته با نظم و در هشت فصل (یا هشت باب) نوشته شده است. هشت باب گلستان عبارتند از: «سیرت پادشاهان»، «اخلاق درویشان»، «فضیلت قناعت»، «فوائد خاموشی»، «عشق و جوانی»، «ضعف و پیری»، «تأثیر تربیت»، و «آداب صحبت». گلستان یکی از تأثیرگذارترین کتاب‌های نثر در ادبیات فارسی است. سعدی این کتاب را به سعد بن ابوبکر بن سعدی زنگی تقدیم کرده است.
این کتاب، مجموعه‌ای از حکایت‌های مستقل و حاوی اندرزها و جمله‌های قصار است. اما هنر داستان‌گویی و ایجاز نگارنده، مانع از آن می‌شود که وجه تعلیمی آن باعث ملالت خواننده شود. سعدی در گلستان، از پرداختن به تاریخ‌نگاری و تذکرهنویسی پرهیز می‌کند و تنها امور مربوط به زندگی و منش اشخاص را بیان می‌کند. کتاب گلستان را می‌توان گزارش سعدی از جامعهٔ زمان خود دانست، که در آن اوضاع فرهنگی و اجتماعی زندگانی مردم به صورت واقعی به تصویر کشیده شده است.
حکایت‌های گلستان، فراخور موضوع، کوتاه یا بلند می‌شود. در برخی از حکایت‌ها شخصیت‌های خیالی یا واقعی ثالثی وجود دارند و ایفای نقش می‌کنند؛ اما در برخی از حکایت‌ها، نگارنده حاضر و ناظر است. برخی از این رخدادها، رخدادهای واقعی زندگی او و برخی فقط رخدادهای تخیلی است.
این کتاب به لحاظ سبک و سیاق در زمرهٔ مقامات جای می‌گیرد. با این حال، به‌رغم این که دشوارنویسی و اطناب در مقامه‌های نویسندگان پیشین متداول بود، حکایات گلستان، موجز و تا سرحد امکان نزدیک به زبان عامه نوشته شده است. داریوش رحمانیان، استاد تاریخ، با استناد به تعداد زیاد حکایاتی که در مورد سیاست در این کتاب موجود است، این کتاب را صورتی از اندرزنامه (سیاست‌نامه) می‌داند و سعدی را پیرو سنت اندرزنامه‌نویسی قلمداد می‌کند.
سعدی در نگارش نثر آهنگین گلستان، از جناس و تقارن‌های لفظی و داستانی استفاده می‌کند؛ اما دچار تکلف و تصنع نمی‌شود. کلمه‌ها و ترکیب‌های پیچیده و دور از ذهن در گلستان به کار نمی‌رود و به‌همین دلیل، این کتاب از کتاب‌هایی مانند مقامات حمیدی، تاریخ وصاف و تاریخ جهانگشای جوینی ساده‌تر و روان‌تر است.
سعدی در گلستان، سبک شخصی و فردی خود را برگزیده است، که از حیث سادگی نگارش، به ویژگی‌های سبک خراسانی نزدیک است. برخی از صاحب‌نظران، گلستان را اوج آمیزش دو سبک نثر موزون خواجه عبدالله انصاری و قاضی حمیدالدین حمیدی بلخی می‌دانند.
کتاب گلستان یکی از نخستین کتاب‌های فارسی است که با استفاده از ماشین چاپ منتشر شد. این کتاب نخستین بار در سال ۱۸۲۴ میلادی در تبریز به چاپ رسید.

### غزلیات
غزلیات سعدی مجموعهٔ شعرهایی‌ست که سعدی در قالب غزل سروده و تاکنون چندین تصحیح از آن‌ها به‌وسیلهٔ استادان زبان و ادب فارسی منتشر شده است. سعدی حدود ۷۰۰ غزل دارد. سعدی در سرایش غزلیات، به زبان سنایی و انوری توجه ویژه داشته است. بسیاری از صاحب‌نظران بر این عقیده‌اند که غزل در اشعار سعدی و حافظ به اوج رسیده است.
محور بیشتر غزل‌های سعدی، عشق است. سعدی از معدود شاعرانی است که غزل‌های عاشقانه‌اش از ابتدا تا انتها عاشقانه باقی می‌ماند. غزل‌های عاشقانهٔ سعدی، به سادگی، خلوص و زمینی بودن شهره‌اند. سعدی همچنین در سرایش غزلیات خود، به وزن‌های دوری (اوزان طرب‌انگیز مانند فَعَلاتُ فاعِلاتُن فَعَلاتُ فاعِلاتُن یا مُفتَعِلُن مَفاعِلُن مُفتَعِلُن مَفاعِلُن) توجه ویژه‌ای نشان داده است.
علاوه بر غزل‌های عاشقانه، سعدی غزل‌های عارفانه و غزل‌های پندآموز نیز سروده است. فروغی در تدوین کلّیات سعدی، غزل‌های پندآموز و عارفانه را از بقیهٔ غزل‌ها جدا کرده و در فصلی مجزا با عنوان مواعظ آورده است.
غزلیات سعدی در چهار کتابِ طیبات، بدایع، خواتیم و غزلیات قدیم گردآوری شده است. غزلیات قدیم را سعدی در دوران جوانی سروده و سرشار از شور و شعف است. خواتیم مربوط به در دوران کهن‌سالی سعدی و دربرگیرندهٔ زهد و عرفان و اخلاقیات است. بدایع و طیبات، مربوط به دوران میان‌سالی و پختگی سعدی‌اند؛ هم شور و شعف جوانی و هم زهد و عرفان را در بر می‌گیرند. طیبات و بدایع به لحاظ هنری نیز به دو بخش دیگر برتری دارد. در برخی از نسخه‌های کلّیات سعدی، غزل‌های ملمع در بخش جداگانه‌ای با نام ملمعات آمده است که به نظر محمدعلی فروغی یک تقسیم‌بندی جعلی است؛ چون در نسخه‌های قدیمی، مشاهده نشده است.
علی دشتی وجه تمایز سعدی از دیگر غزل‌سرایان را در طنین و ترنمی می‌داند که در اشعار و به‌خصوص غزلیات وی وجود دارد. به تعبیر وی «موزونی و خوش آهنگی» کلام در غزلیات سعدی به سادگی قابل توصیف نیست و آن را به یک منحنی یا دایره تشبیه می‌کند که در آن پیوستگی واژگان با هیچ زاویهای شکست برنمی‌دارد.

### هزلیات
در مجموعهٔ آثار سعدی، سه رساله با نام‌های مطایبات، مضحکات و خبیثات دیده می‌شود که به مجموعه آن‌ها هزلیات گفته می‌شود. مطایبات، مجموعه‌ای از لطیفه‌ها و داستان‌های جنسی است که در نگارش آن‌ها از الفاظ جسورانه و بیان عریان و بی‌پروا استفاده شده است. بافت کلام و تسلط زبانی در سرایش آن‌ها به‌گونه‌ای است که می‌توان اطمینان یافت شاعر آن‌ها سعدی است. خبیثات و مضحکات به نثر نوشته شده‌اند و در نسخهٔ لرد گرینوی، که سی سال پس از درگذشت سعدی نوشته شده و نسخهٔ اساس غلامحسین یوسفی و محمدعلی فروغی نیز بوده، اثری از آن‌ها نیست، اما در نسخه‌های قدیمی‌تر از این نسخه، این دو بخش نیز ضبط شده است و تردیدی در انتساب هر سه بخش به سعدی وجود ندارد.
یان ریپکا مجموعهٔ خبیثات را حاویِ مطالب «خلاف ادب و نزاکت» دربارهٔ همجنس‌گرایی می‌داند. ولی بر این باور است که سعدی این اشعار را بنا به درخواست مقامات عالی‌رتبهٔ زمان خود سروده است. سرایش خبیثات باعث شهرت سعدی در هزالی و شاهدبازی شد.

### آثار به زبان عربی
سعدی اثر مستقلی به زبان عربی ندارد. اما تعدادی از اشعار وی به زبان عربی سروده شده است. این اشعار مرکب از تعدادی قصیده، قطعه و تک‌بیت است. مجموعهٔ آثار عربی سعدی در سال ۱۳۹۰ در قالب کتابی به نام اشعار عربی سعدی گردآوری شد و انتشارات مرکز سعدی‌شناسی به‌همراه ترجمهٔ فارسی آن‌ها، چاپ کرد. به عقیدهٔ ادوارد براون، شرق‌شناس، اشعار عربی سعدی در سطح متوسطی قرار دارد. موسی اسوار، این شعرها را در مقایسه با شعر شعرای عرب‌زبان هم عصر سعدی، دارای جایگاه مناسبی می‌داند که از نظر مضمون و ساختار ارزشمندند. به عقیدهٔ وی، پاره‌ای اشکالات نحوی در اشعار عربی سعدی به‌چشم می‌خورَد.

## ویژگی آثار
به‌طور کلی سعدی را می‌بایست از شاعران سبک عراقی به‌حساب آورد. با این حال، نشانه‌هایی از سبک خراسانی در آثار وی مشاهده می‌شود. وی در دوره‌ای که استفادهٔ سخنوران از انواع آرایه‌های ادبی رواج پیدا کرده‌بود، به سادگی زبان رودکی و فردوسی روی آورده است. سبک شعریِ سعدی از تخیّل و تصویرآفرینی پیچیده‌ای بهره دارد و در عین حال بسیار ساده و روان است؛ که حاصل از شیوهٔ موجز، نرم و دل‌نشین بیان اوست.

### سهل ممتنع
سهل یعنی آسان و ممتنع یعنی محال. یکی از مهم‌ترین ویژگی‌های آثار سعدی، سهل و ممتنع بودن آن‌هاست. معنی و مفهوم آثار سعدی به سادگی دریافته می‌شود و در ظاهر نگارش چنین جملات یا ابیاتی ساده به‌نظر می‌رسد. اما در عمل، تقلید یا پدیدآوردن آثار مشابه دشوار یا غیرممکن می‌شود. دلیل بروز این ویژگی در آثار سعدی، پرهیز وی از تکلف و تصنع و در عین حال چیرگی کامل او بر زبان فارسی است؛ با این ترفند سعدی توانسته است مطالب پیچیده و دشواری را به ساده‌ترین شکل ممکن بیان کند. سعدی –برخلاف مصنوع‌نویسان– از اصطلاحات و عناصری که مردم در زندگی روزمره با آن سر و کار دارند، به‌وفور استفاده کرده است. زبان سعدی به زبان محاوره در روزگار خود بسیار نزدیک است و حتی از مثل‌های متداول در زبان فارسی نیز بهره برده است.
یکی دیگر از عواملی که باعث سهل بودن آثار سعدی می‌شود، گسترده بودن دایرهٔ واژگانی است. هریک از کلماتی که سعدی به‌کار می‌برد، نقش ویژه‌ای در القای مفهوم دارد. وی در عین حال، از واژگان دشوار و مهجور کمترین استفادهٔ ممکن را کرده است. گذشته از حسن انتخاب کلمات، سعدی بیشتر ارکان جمله را در جای اصلی خود قرار می‌دهد و به همین دلیل فهم جملات وی در قالب شعر یا نثر آسان می‌شود. رعایت چنین قاعده‌ای، با توجه به ضرورت شعر در رعایت وزن، قافیه، ردیف و مصراعبندی کار دشواری است، که سعدی به‌خوبی از عهده آن برآمده است.
سعدی در استفاده از آرایه‌های ادبی زیاده‌روی نکرده است. استعارهها و مجازهای سعدی، بیشتر نزدیک به ذهن است و باعث ایجاد زیبایی و رعنایی در شعر می‌شود. وی در انتخاب وزن برای اشعار خود نیز به ساده و روان بودن آن توجه داشته است؛ چنان‌که وزن‌های ثقیل و پیچیده در اشعار او به‌ندرت به‌چشم می‌خورَد.

### ایجاز
ایجاز یعنی کوتاه کردن سخن و گفتن معنی بسیار در لفظ کم. در دوران سعدی، ادبیات فارسی به اطناب (درازگویی) متمایل شده بود و نویسندگان و شاعران به‌منظور هنرنمایی، با افزودن جملات معترضه، استفاده از واژگان مترادف و شگردهای دیگر، کلام خود را طولانی می‌کردند. یکی از ویژگی‌های سبک سعدی، به‌کاربردن ایجاز است. سعدی درحالی‌که اطلاعات ضروری برای فهم موضوع را در اختیار خواننده قرار می‌دهد، از دادن اطلاعات اضافی هم به‌جد اجتناب می‌کند. در گلستان و بوستان حکایت‌های متعددی وجود دارد که در آن‌ها از مقدمه‌چینی و تفصیل غیرضروری اجتناب شده و مطلب، در نهایت با چند بیت یا چند جملهٔ کوتاه بیان شده است.
یکی دیگر از مهارت‌های سعدی در به‌کارگیری ایجاز، حذف کردن بخشی از جمله است؛ به‌گونه‌ای که ذهن خواننده، ناخودآگاه بخش حذف‌شده را درج می‌کند و متوجه کمبود آن در جمله نمی‌شود.

### طنز
یکی دیگر از ویژگی‌های بارز سعدی، شوخ‌طبعی، نکته‌دانی و طنازی اوست. در آثار گوناگون او اعم از غزلیات، بوستان، گلستان و غیره، همه‌جا آثاری آشکار یا پنهان از نکته‌سنجی و طنز سعدی می‌توان یافت. وی مفاسد و معایب جامعهٔ خود را با طنز ملایمی به تصویر می‌کشد و از آن انتقاد می‌کند.

### تخلّص
سعدی هم، همچون بسیاری از شاعران، با تخلّصِ خود شناخته می‌شود. سعدی تخلّصِ خود را به واسطهٔ ارادتی که به سعد بن ابوبکر، فرزند حاکم وقت شیراز داشت، انتخاب کرده است. او در استفاده از تخلص بسیار جدی بوده و در ۹۷٪ از غزلیاتش از تخلص استفاده کرده است. تخلص اغلب در بیت آخر غزل قرار داده شده، اما در مواردی نیز بعد از بیت تخلص، یک یا چند بیت دیگر آمده است. سعدی در ۵۷ درصد موارد، تخلص خود را به صورت سوم شخص مفرد به‌کار برده؛ یعنی در این ابیات خبری از خود داده است. و در بقیهٔ موارد از دوم شخص مفرد استفاده کرده و خودش را مخاطب قرار داده است.

## تأثیرپذیری

### قرآن و حدیث
سعدی از جمله شاعرانی است که با قرآن و حدیث آشنایی داشت و در آثار خود از آن بهره گرفت. او چه در نثر و چه در شعر، به آموزه‌های قرآنی توجه نشان داده است. او همچنین از احادیث محمد، پیامبر اسلام در اشعار خود استفاده کرده است. سعدی محدث زبردستی است که سال‌ها به معانی و مفاهیم احادیث نبوی اندیشیده و آن‌ها را بر چارچوب فکری خود منطبق کرده و در نهایت نتایج این امتزاج را در قالب نظم و نثر به مخاطبان خود ارائه کرده است. مفهوم‌ها، مضمون‌ها و عبارت‌های قرآنی را در گلستان، بوستان، قصاید و حتی در غزلیات سعدی به وفور می‌توان یافت. سعدی مانند ادبای پیش از خود، در بسیاری از موارد عین آیه یا بخشی از آن را به زبان عربی در شعر یا متن ذکر کرده یا تنها مفهوم آن را در بیان آورده است تا مخاطب خود را به درستی گفتهٔ خود مطمئن سازد یا او را به انجام یا اجتناب از کاری توصیه کند. در اصطلاح، به این روش بهره گرفتن از آیات و احادیث، «استفادهٔ استشهادی» می‌گویند که هدف آن به‌کار گرفتن جنبهٔ تعلیمی قرآن است. در گلستان ۲۷ آیه از قرآن و ۱۳ حدیث از پیامبر اسلام به‌صورت کامل نقل شده که در ۳۴ مورد متن اصلی (به زبان عربی) و در ۶ مورد ترجمهٔ فارسی آن‌ها مورد استفاده قرار گرفته است. اشاره به آیات و احادیث در آثار سعدی فراتر از این مقدار است؛ چنان‌که اشاره به آیات قرآن در گلستان و بوستان، به‌ترتیب، ۱۰۲ و ۱۱۵ مورد و اشاره به احادیث نبوی ۷۰ و ۵۲ مورد گزارش شده است.
اما سعدی علاوه بر این روش، از آیات و احادیث برای ساختن تصویر شعری نیز استفاده کرده و توانسته است با خلاقیت خود، در ادبیات غنایی و احساسی نیز از آیات قرآن بهره بگیرد. برای به‌کارگیری این شگرد، سعدی عبارات و اصطلاحات قرآنی را در مفهومی متفاوت به کار برده است. امید مجد، مترجم قرآن و شاعر، این شگرد را «استنباط ذوقی» می‌نامد. برای نمونه، سعدی از عبارت «اللیل یغشی النهار» در آیهٔ ۵۴ سورهٔ اعراف استفاده کرده تا مردی سیاه‌پوست را توصیف کند که زنی سفیدپوست را در کنار آورده است.

### فردوسی
سعدی به شاهنامهٔ فردوسی علاقه‌مند بود و از آن تأثیر می‌پذیرفت؛ چنان‌که بارها از شاهنامه یاد کرده است و اشاره‌های مختلفی به نام‌های اساطیری شاهنامه، ابیات شاهنامه و خودِ فردوسی (م. ۴۱۶ هجری) داشته است. این تأثیرپذیری را به‌خصوص در کتاب بوستان می‌توان دید، که سعدی آن را در وزن و قالب شعری شاهنامه سروده است. در بوستان می‌توان بیت‌هایی را یافت که بافت کلام فردوسی را دارند و این نشان‌دهندهٔ انس سعدی با شاهنامه بوده است. علاوه بر این، شباهت‌های محتوایی و دیدگاه‌های فکری مشترک را نیز می‌توان در آثار سعدی یافت. سعدی به قصد پند و اندرز سیاسی، بیش از همه چیز از داستان‌های شاهنامه کمک می‌گیرد.
در بوستان حکایتی هست با این مضمون که کسی در محفلی، از شعر سعدی تمجید می‌کند، اما در عین حال، وی را شاعری حماسهسرا قلمداد نمی‌کند. سعدی در جواب این فرد پراکنده‌گو، عنوان می‌کند که «سَرِ جنگ» ندارد؛ وگرنه، «مجال سخن» بر او «تنگ نیست». سعدی، در پی آن، دو حکایت حماسی نقل می‌کند و واژگانی مشابه واژگان شاهنامه را برای نامیدن سلاح‌ها و حرکت‌های جنگی به‌کار می‌برد. با این حال — علی‌رغم ادعای خود — در آفریدن یک اثر حماسی ناموفق بوده است.

### محمد غزالی
سعدی دانش‌آموختهٔ نظامیهٔ بغداد است و به‌واسطهٔ تحصیل در این مدرسه، به صورت غیرمستقیم از تعالیم محمد غزالی (م. ۵۰۵ هجری) بهره‌مند شده و از او تأثیر پذیرفته است. سعدی از وی با عنوان امامِ مرشد یاد می‌کند. برخی از سعدی‌شناسان از جمله ضیاء موحد، معتقدند که بررسی اندیشهٔ سعدی بدون در نظر گرفتن آثار غزالی، به عنوان خاستگاه فکری و عقیدتی سعدی، میسر نیست. سعدی در یکی از حکایات گلستان، جایی که مناظره یکی از علماء با یکی از ملاحده را نقل می‌کند، بلافاصله پس از ذکر ملاحده، عبارت لعنهم الله (خداوند لعنتشان کند) را می‌نشاند که تا حدی می‌تواند یادآور لحن شدیدی باشد که غزالی در ردیه‌های خود بر اسماعیلیه می‌نویسد. همچنین یکی دیگر از نشانه‌های تأثیر غزالی بر سعدی، حکایتی است که در آن سعدی «دروغ مصلحت‌آمیز» را «بِه از راست فتنه‌انگیز» می‌داند. به احتمال زیاد، این سخن از کتاب احیاء علوم‌الدین برگرفته شده است.
ضیاء موحد، مهم‌ترین تفاوت سعدی با محمد غزالی را «عشق به فرهنگ و زبان فارسی» می‌داند و بر این رأی است که سعدی، برخلاف غزالی که در مورد اسماعیلیه فتواهای بسیار سنگینی دارد، چنین شدتی را از خود نشان نمی‌دهد.

### سنایی
سنایی (م. ۵۴۵ هجری)، نخستین شاعری است که به قالب غزل تشخص بخشید. سعدی نیز در سرودن غزل به زبان سنایی توجه کامل داشته است. به‌طور خاص، سنایی اولین شاعری بود که در غزل، به‌طور جدی تخلص را به‌کار برد و چنان‌که می‌دانیم، سعدی هم کاربرد تخلص در غزل را تکرار کرده است. سعدی در چندین قسمت از ترجیع‌بند مشهور خود، از غزلیات سنایی ب ا همان وزن و قافیه — استقبال کرده است. با برانداز کردن اشعار این دو شاعر، می‌توان دریافت که سعدی، سبکی را به کمال رسانده که سنایی شروع کرده است.
علی‌رغم پیروی سعدی از زبان سنایی در سرودن غزل، نظر سنایی در مواردی مورد تعرض و انتقاد سعدی واقع شده است؛ چنان‌که سنایی در جایی به تمثیل گفته: «خفته را خفته کی کند بیدار؟» اما سعدی چنین معنایی را «باطل» دانسته و به شعر گفته است که حتی از نوشته‌ای بر دیوار هم می‌توان پند آموخت.

### انوری
انوری (م. ۵۷۵ هجری) مانند سعدی از نبوغ زبانی برخوردار بوده است؛ وی به زبان محاوره نزدیک شده‌بود و از آرایه‌های ادبی پیچیده پرهیز می‌کرد. این تکامل زبانی، تأثیر بارزی بر اشعار سعدی داشت؛ به‌طوری‌که بسیاری از غزل‌های او را استقبال کرده است. توجه دقیق و مداوم سعدی به دیوان انوری و بهره‌گیری از زبان و سبک او، به‌خصوص در قصیده، انکارناپذیر است. هرچند که ضیاء موحد، سعدی‌شناس، معتقد است که در تأثیر گرفتن سعدی از غزل عاشقانه انوری نباید اغراق کرد، اما سیروس شمیسا، استاد ادبیات فارسی، سعدی را در غزل تابع تمام‌عیار انوری می‌داند. از نظر وی، سعدی هم به زبان ساده و همه‌فهم انوری توجه داشته و هم به پیروی از او، از عشق صوری و زمینی مبتنی بر سوز و گداز و وصال و فراق سخن گفته است.

### ادبیات عرب
سعدی به زبان عربی مهارت داشت و به‌واسطهٔ تحصیل در بغداد، آثار و منابع عربی را مطالعه می‌کرد. او اشعاری نیز به زبان عربی دارد که نشان‌دهندهٔ میزان تسلط او بر این زبان است. ضیاء موحد، به‌رغم این پیشینه از سعدی، او را به‌جد مقید به فارسی‌نویسی می‌داند و بر این باور است که سعدی در گزینش واژگان و رعایت ساختار زبان فارسی نهایت دقت را به‌کار می‌برد. با این حال مواردی را به عنوان نمونه یادآوری می‌کند که سعدی از قواعد زبان عربی استفاده کرده است. به نظر او سعدی بیش از آن که در سرایش اشعار فارسی از زبان عربی متأثر باشد، در سرایش اشعار عربی، از زبان فارسی متأثر است.
در عین حال برخی از پژوهشگران، مضمون‌های انتخابی سعدی را برگرفته از برخی شاعران عرب تلقی کرده‌اند. یکی از نظرهای جنجالی در این خصوص، ادعای تأثیرپذیری او از مُتَنَّبی است. مُتَنَّبی (م. ۳۵۴ هجری) شاعر و ادیب عرب زبان عراقی در قرن چهارم هجری است که به عقیدهٔ حسینعلی محفوظ، سعدی دیوان اشعار او را از برداشته و در انتخاب مضامین اشعار خود از او تأثیر پذیرفته است. محفوظ از این نظریه در سال ۱۳۳۷ در قالب رسالهٔ دکتریٰ در رشتهٔ زبان و ادبیات فارسی دفاع کرد که سپس مورد تأیید برخی از پژوهشگران ادبیات فارسی از جمله غلامحسین یوسفی واقع شد. در مقابل، برخی دیگر از پژوهشگران مانند علی دشتی و مهدی محقق این نظریه را رد کردند. استدلال مخالفان این بود که مضامین مشترک مورد اشارهٔ محفوظ، مضامینی عمومی است که مورد استفادهٔ بسیاری از شاعران دیگر قبل از متنبی نیز قرار گرفته است.

## میراث

### اعتلای زبان فارسی
شواهدی وجود دارد که کلام سعدی، در زمان زندگانی و همچنین پس از مرگ وی، در هرکجا که به زبان فارسی سخن می‌گفته‌اند، شناخته‌شده بود. سعدی در زمان حیات خود به عنوان سخنور و شاعر، شهرت زیادی پیدا کرد و حتی در هندوستان، آسیای صغیر و آسیای میانه نیز او را می‌شناختند و اشعارش را می‌خواندند. ابن بطوطه، جهانگرد سدهٔ هشتم هجری، در گزارش سفر خود به چین، از امیرزادهٔ شهر خنسا می‌نویسد که به شعر و موسیقی فارسی علاقهٔ زیادی داشت و در محفل او آوازی به زبان فارسی خوانده می‌شد. این آواز چنان تکرار شد که ابن بطوطه آن را از بر شد و گزارش کرد:
| تا دل به مهرت داده‌ام |  | در بحر غم افتاده‌ام  |
| چون در نماز استاده‌ام |  | گویی به محراب اندری |

امروز می‌دانیم که این شعر از سعدی است و به عبارتی، دایرهٔ نفوذ شعر سعدی تا چین هم گسترش داشته است. یادداشت‌های ابن بطوطه همچنین نشان می‌دهد که زمزمهٔ اشعار سعدی در بین ملوانان چینی نیز مرسوم بوده است.
به‌نظر می‌رسد که سعدی از عالم‌گیر بودن شعر و کلام خود آگاه بوده؛ چنان‌که در جایی مدعی می‌شود:
| شنیده‌ام که مقالات سعدی شیراز |  | همی‌برند به عالم چو نافه ختنی |

کلام سعدی تأثیر انکارناپذیری در زبان و ادبیات فارسی داشته است؛ آن‌چنان‌که شباهت قابل توجهی بین زبان فارسی امروزی و زبان سعدی وجود دارد. محمدعلی فروغی در این‌باره می‌گوید:
«گاهی شنیده می‌شود که اهل ذوق اعجاب می‌کنند که سعدی هفتصد سال پیش به زبان امروزی ما سخن گفته است، ولی حق این است که سعدی هفتصد سال پیش به زبان امروزی ما سخن نگفته است؛ بلکه ما پس از هفتصد سال به زبانی که از سعدی آموخته‌ایم سخن می‌گوییم؛ یعنی سعدی شیوهٔ نثر فارسی را چنان دلنشین ساخته که زبان او زبان رایج فارسی شده است.»
شعر و نثر سعدی، همواره به‌عنوان یکی از منابع متداول برای آموزش زبان فارسی مطرح بوده است. کتاب گلستان، سالیان زیادی به عنوان منبع آموزشی برای مکتب‌خانه‌ها و مدرسه‌ها مورد استفاده واقع می‌شده است. به گفتهٔ ادوارد براون، ایران‌شناس مشهور بریتانیایی، طی شش قرن و نیم، هرجا به آموزش زبان فارسی پرداخته شده، نخستین کتاب‌هایی که به دست آموزنده داده‌اند، آثار سعدی بوده است.
تکه‌های بسیاری از شعرها و حکایت‌های سعدی در فارسی امروز به‌صورت اصطلاح یا ضرب‌المثل به‌کارمی‌رود. تنها از کتاب گلستان، بیش از ۴۰۰ عبارت به عنوان ضرب‌المثل وارد زبان فارسی شده است. از آن جمله می‌توان به موارد زیر اشاره کرد:
- مشک آن است که خود ببوید…
- ترسم نرسی به کعبه ای اعرابی، کاین ره که تو می‌روی به ترکستان است
- ... ادب از که آموختی؟ از بی‌ادبان
- از کوزه همان برون تراود که در اوست
- آن را که حساب پاک است، از محاسبه چه باک است؟

این ویژگی، تنها مختص گلستان نیست و در همهٔ آثار سعدی ملاحظه می‌شود؛ چنان‌که به گفتهٔ خطیب رهبر، بیش از ۸۰۰ مورد از غزل‌های وی نیز جنبهٔ ضرب‌المثل یافته است.
سعدی در زمان بودِش و پس از مرگ، مورد توجه بسیاری از شاعران فارسی‌زبان قرار گرفته است. همام تبریزی (م. ۷۱۴ هجری) و نزاری قهستانی (م. ۷۲۱ هجری)، شاعران هم عصر سعدی بودند که به وی ارادت می‌ورزیدند و از او تأثیر می‌پذیرفتند. از همام تبریزی بیش از دویست غزل بر جای مانده که در بیش از هشتاد غزل با غزلیاتی از سعدی هم‌وزن یا هم‌قافیه است. امیرخسرو دهلوی (م. ۷۲۵ هجری) و امیرحسن دهلوی (م. ۷۳۷ هجری) دو شاعر فارسی‌سرای هندی معاصر سعدی بودند که در سرایش غزل از سعدی پیروی می‌کردند. پیروی امیرحسن دهلوی از سعدی به حدی است که به وی لقب سعدی هندوستان را داده‌اند. سیف فرغانی (م. ۷۴۹ هجری) شاعر فارسی‌گوی دیگری است که در عصر سعدی و در آقسرا در آسیای صغیر می‌زیست. وی شیفتهٔ غزلیات سعدی بود و برخی از غزلیات سعدی را پاسخ گفته است. وی همچنین چندین قصیده در ستایش سعدی سروده و وی را سلطان سخن قلمداد کرده است.
تأثیر سعدی بر حافظ (م. ۷۹۲ هجری) نیز مشهود است؛ وی عروض خود را بر مبنای اشعار سعدی گذاشته و حدود ۳۰ غزل با وزن و قافیه غزلیات سعدی سروده است. همچنین در اشعار حافظ، موارد بسیاری از تضمین از اشعار سعدی به‌چشم می‌خورَد. تعداد تضمینها، استقبال‌ها، اقتباس‌ها و مشابهت‌های لفظی و معنایی در اشعار حافظ با اشعار سعدی به ۱۵۰ مورد می‌رسد. حافظ در یکی از غزل‌های خود بر جایگاه سعدی به‌عنوان استاد سخن تأکید کرده و در عین حال خود را متأثر از سبک خواجو دانسته است. البته این بیت منسوب به حافظ است و عبدالعلی دستغیب، نویسنده و منتقد، آن را غیرقابل استناد می‌داند. وی حافظ را بدون هیچ تردیدی از پیروان سبک سعدی می‌داند.
همچنین، بسیاری از شاعران و نویسندگان پس از سعدی با الهام از کتاب گلستان یا به تقلید از آن، آثاری را خلق کرده‌اند. از جملهٔ این آثار می‌توان به روضه خلد مجد خوافی، نگارستان معین‌الدین جوینی (م. ۷۸۳ هجری)، بهارستان جامی (م. ۸۷۱ هجری)، منشآت قائم مقام فراهانی (م. ۱۲۵۱ هجری)، پریشان قاآنی (م. ۱۲۸۵ هجری)، و بسیاری آثار دیگر اشاره کرد. با این حال، هیچ‌کدام از این آثار نتوانسته‌اند به موفقیت و جایگاهی مانند گلستان برسند.
تأثیر سعدی بر ادبیات فارسی، در ادبیات معاصر نیز مشهود است؛ برای نمونه، تأثیرپذیری پروین اعتصامی از سبک شعری و اصطلاحات سعدی، به خوبی دیده می‌شود. ابراهیم گلستان از جملهٔ نویسندگان معاصر است که در سبک نویسندگی خود از سعدی تأثیر پذیرفته است؛ او در نثر خود از جملات دارای وزن عروضی، جملات کوتاه و آرایه‌های ادبی مانند جناس، استعاره و مجاز استفاده کرده است و مثلاً علی‌اصغر شیرزادی او را «سعدی زمانه» خوانده. محمود دولت‌آبادی نیز بهرام بیضایی را «سعدی معاصر ما» گفته است. محمدعلی جمال‌زاده، نویسنده و مترجم معاصر، گرایش مشهودی به ساده‌نویسی و کاربرد زبان عامیانه در آثار خود داشت. او در خلق آثارش، به گفتهٔ خودش، «در مقام ساده نوشتن، آنچه سهل و ممتنع می‌گویند و بارزترین نمونهٔ آن گفتهٔ سعدی است» را در نظر داشته است. زبان جمال‌زاده، لحنی گزارشی و آمیخته با شوخی دارد و از شیوهٔ حکایتنویسی متون کلاسیک مانند گلستان سعدی پیروی می‌کند؛ به‌طوری که نکات اخلاقی با لحنی اندرزگونه اما با استفاده از چاشنی طنز به خواننده انتقال داده می‌شود. محمد حجازی در داستان‌ها و مقالات خود از سبک و زبانی ویژه استفاده می‌کرد که انشایی ساده و آهنگین داشت و از ترکیب‌های غنایی سنتی آکنده بود. او از زبان سعدی در گلستان پیروی می‌کرد و سعی داشت، صورتی امروزی شده از آن زبان را در آثار خود به‌کار بَرَد.

### تأثیر بر نهضت روشنگری در غرب

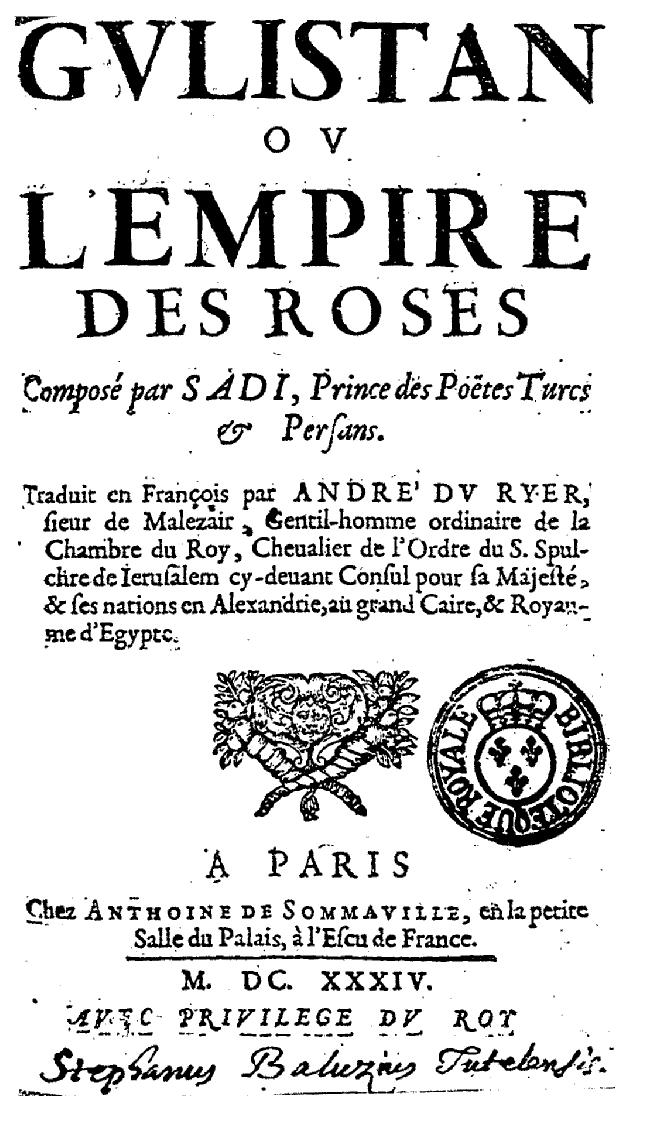
صفحهٔ عنوانِ ترجمهٔ آندره دو ریه از بخش‌هایی از گلستان، منتشرشده در سال ۱۶۳۴

سعدی نخستین شاعر ایرانی است که آثار او به یکی از زبان‌های اروپایی ترجمه شده است. آندره دو ریه در سال ۱۶۳۴ میلادی بخش‌هایی از گلستان را به زبان فرانسوی ترجمه کرد. در سال ۱۶۵۱ میلادی، برگردان لاتین از گلستان منتشر شد. در سال ۱۶۵۴، آدام اولئاریوس، ترجمهٔ کاملی از بوستان و گلستان را به زبان آلمانی منتشر کرد. او زبان فارسی را در ایران آموخته بود و ترجمه‌اش را به کمک یک ایرانی به نام حق‌وردی انجام داد. در زبان انگلیسی، نخستین‌بار در سال ۱۷۷۴ میلادی، بخش‌هایی از گلستان را استیفن سالیوان ترجمه و با عنوان حکایات برگزیده از گلستان در لندن منتشر کرد. در سال ۱۸۸۸ میلادی، نخستین ترجمهٔ انگلیسی کامل از این کتاب را نیزسر ریچارد برتون نوشت.
ترجمهٔ آثار سعدی به زبان فرانسوی و سپس دیگر زبان‌های اروپایی، زمینهٔ نفوذ ادبیات و جهان‌بینی سعدی در غرب را فراهم کرد؛ به‌طوری که آثار او، پیش از نوگرایان ایرانی، مورد توجه نوگرایان غربی قرار گرفت. نوگرایان فرانسوی در قرن هجدهم میلادی، آثار سعدی را نوعی انتقاد اجتماعی یافته‌بودند، که می‌توانستند با توجه به ویژگی‌های جامعهٔ خود، از آن الگوبرداری کنند. سبک ظریف سعدی و توجه او به حکمت و خرد عملی، تأثیر مطلوبی بر خوانندگان اروپایی داشت و درک آثار او را برای مردم اروپا، بیش از هر شاعر فارسی‌زبان دیگری تسهیل کرد.

#### در فرانسه
ژان دو لا فونتن یکی از مشهورترین حکایتنویسان فرانسوی است که در خلق آثار خود به کلیله و دمنه، انوار سهیلی و گلستان سعدی توجه داشته است. وی در برخی از آثار خود، بدون کم‌وکاست از حکایات سعدی اقتباس کرده است. ولتر، نویسندهٔ مشهور عصر روشنگری در فرانسه، در بخش‌هایی از رمان فلسفی صادق، تحت تأثیر گلستان سعدی بوده است. دنی دیدرو، از نویسندگان بزرگ قرن هجدهم فرانسه است که آثار سعدی را ستایش کرده است. به‌طور خاص، باب نخست گلستان، در سیرت پادشاهان، مورد توجه وی قرار داشته است. ویکتور هوگو و آندره ژید نیز از جمله متفکران و ادیبان فرانسوی بودند که تا حدودی از سعدی متأثر شدند. گلستان تاکنون شش بار به‌طور کامل به زبان فرانسه ترجمه شده است.
لازار کارنو، ریاضی‌دان مشهور فرانسوی، به سعدی علاقهٔ وافری داشت. این علاقه به حدی بود که نام سعدی را به‌عنوان نام میانی فرزندان خود برگزید. فرزند وی نیکولا سعدی کارنو، پدر علم ترمودینامیک و نوهٔ وی ماری فرانسوا سعدی کارنو، رئیس‌جمهور فرانسه در سال‌های ۱۸۸۷ تا ۱۸۹۴ است، که نام میانی هر دو به افتخار سعدی انتخاب شده است.

#### در آلمان
گوته، شاعر بلندآوازهٔ آلمانی، یکی از شاعران اروپایی است که در خلق آثار خود به ادبیات شرقی و به‌طور خاص، ادبیات فارسی توجه ویژه‌ای داشت. گوته، سعدی را می‌شناخته و در خلق آثار خود از سعدی تأثیر پذیرفته است. یکی از کتاب‌های وی با نام دیوان غربی-شرقی، اگرچه به‌طور مشهودی تحت تأثیر اشعار حافظ سروده‌شده و در هیچ‌کجای کتاب نامی از سعدی برده نشده؛ اما بخش‌هایی از آن نیز حاوی اشعاری است که از بوستان و گلستان سعدی اقتباس شده است. یکی از این اقتباس‌ها، داستان قطره بارانی است که با دیدن دریا، خود را ناچیز می‌شمارد و به سبب این فروتنی، صدفی او را در بر می‌گیرد و تبدیل به یک مروارید می‌شود. این داستان، بی کم‌وکاست از قطعه‌ای با مطلع «یکی قطره باران ز ابری چکید…» در بوستان اقتباس شده است. گوته، این دیوان خود را با نقل فارسی و ترجمهٔ آلمانی یکی از اشعار گلستان به پایان برده است.

#### در آمریکا
رالف والدو امرسون، شاعر آمریکایی قرن نوزدهم میلادی، به فرهنگ و زبان‌های شرقی از جمله فارسی و عربی علاقه داشت و به‌واسطهٔ مطالعهٔ ترجمهٔ آلمانی گلستان، با سعدی آشنا شد. وی مقالاتی در مورد سعدی نوشته و منتشر کرده است. در اشعار او نیز می‌توان عباراتی یافت که تحت تأثیر گلستان سعدی سروده شده است. وی معتقد بود که سعدی به زبان همهٔ اقوام و ملل سخن می‌گوید و سخنان او مانند شکسپیر، سروانتس و هومر همیشه تازگی دارد. وی دستورهای اخلاقی کتاب گلستان را قوانین عمومی و بین‌المللی می‌دانست.

#### در روسیه
الکساندر پوشکین، شاعر و نویسندهٔ نامدار روس و بنیانگذار ادبیات نوین روسی به فرهنگ و ادبیات شرق علاقه‌مند بود. او منظومهٔ فواره باغچه‌سرای را با نگاهی جدی به ادبیات شرق نوشته و آن را با این عبارت آغاز کرده است: «بسیاری چون من فواره را دیده‌اند اما برخی از آنان در عالم وجود نیستند و دیگران نیز در بلاد دور سیاحت می‌کنند.» این عبارت برداشتی است از بیت‌های ۴۷۹ و ۴۸۰ باب یکم بوستان سعدی. او این مفهوم شاعرانه را بخش‌های مختلفی از این اثر تکرار کرده است. ایوان بونین، نویسنده و شاعر معاصر روس و برندهٔ جایزهٔ نوبل ادبیات، در گفته‌های خود بارها به تأثیراتی که اشعار سعدی بر او گذاشته، اشاره کرده است. به اعتقاد او سعدی، سی سال از عمرش را صرف شناخت کرد، سی سال سفر کرد و سی سال را نیز به اندیشیدن و خلق آثار اختصاص داد. بونین نیز بخش عمده‌ای از زندگی خود را صرف سفر به نقاط گوناگون دنیا کرد و به‌طور خاص، سفرهای متعددی به سرزمین‌های شرقی داشت. او در سفرهایش کتاب‌های سعدی به‌ویژه گلستان را همراه داشت و مطالعه می‌کرد. در آثار او ردپای مضمون‌ها و نمادهای سعدی مشاهده می‌شود و در بعضی جاها به نام سعدی نیز اشاره شده است. او در داستان مرگ پیامبر با صراحت از تأثیر سعدی می‌گوید و داستان را با سخنی از دیباچهٔ گلستان به پایان برده است. او در این اثر به نام سعدی اشاره کرده و دربارهٔ او گفته است: «ما با بهره از اشعار شیخ سعدی که مانند دانه‌های مروارید در میان اشعار ما آمده، خوش قلم شدیم.» تشبیه کلام سعدی به دانه‌های مروارید نیز برگرفته از خود سعدی است.

### محبوبیت در شرق
آثار سعدی در شبه‌قارهٔ هند به زبان‌های اردو، پنجابی، سندی و سانسکریت منتشر شده است. از آثار سعدی –چنان‌که مورد اشاره جواهر لعل نهرو نیز واقع شده– در کتاب‌های درسی نظام آموزش و پرورش هندوستان و پاکستان استفاده شده است. به‌واسطهٔ این که زبان فارسی در مقاطعی از تاریخ، به ویژه در زمان گورکانیان زبان رسمی هند بوده، نسخه‌های خطی متعددی از گلستان، بوستان و کلیات سعدی از هند به‌دست آمده که به سفارش حاکمان وقت نوشته شده است. علاوه بر این، شاعران فارسی‌زبان هندی مانند امیرخسرو دهلوی و امیرحسن دهلوی نیز تحت تأثیر سعدی بوده‌اند.
در امپراتوری عثمانی آثار سعدی و به‌ویژه گلستان و بوستان از اقبال عمومی برخوردار بود. اندیشمندان ترک ترجمه‌ها و شرح‌های متعددی بر این آثار نوشته و منتشر کرده‌اند. برخی منابع کهن‌ترین ترجمهٔ گلستان به ترکی را منسوب به سیف فرغانی، شاعر قرن هفتم هجری می‌دانند. در امپراتوری عثمانی، علاوه بر شرح‌ها، دست‌کم هفت ترجمه ترکی از گلستان انجام شده است.
نخستین شرحی که به زبان عربی بر گلستان نوشته شده، اثر یعقوب بن علی بروسوی، فقیه و ادیب اهل عثمانی است که در قرن دهم هجری نوشته شده و در آن، پس از متن فارسی عبارت‌های گلستان، ترجمه و شرح عربی آن آمده است. از جمله ترجمه‌های متأخر آثار سعدی به زبان عربی می‌توان موارد زیر را برشمرد:
- ترجمة الجلستان الفارسی العبارة المشیر إلی محاسن الآداب بألطف إشارة (ترجمهٔ گلستان)، جبرائیل المخلع (مترجم اهل سوریه)، ۱۸۴۶ میلادی[۱۲۴]
- کلستان: روضة الورد (ترجمهٔ گلستان)، محمد الفراتی (مترجم اهل سوریه)، ۱۹۶۲ میلادی[۱۲۵]
- البستان (ترجمهٔ بوستان)، محمد الفراتی، ۱۹۶۲ میلادی[۱۲۵]

### شعر بنی‌آدم
«بنی‌آدم» قطعه‌شعر مشهوری از گلستان سعدی‌ست که به دلیل مضمون انسان‌دوستانه‌اش بسیار مورد توجه واقع شده است:
| بنی آدم اعضای یکدیگرند   |  | که در آفرینش ز یک گوهرند |
| چو عضوی بدرد آورد روزگار |  | دگر عضوها را نماند قرار  |

در برخی از منابع فارسی و انگلیسی گزارش شده که این شعر بر سردر ورودی تالار ملل ساختمان سازمان ملل متحد در نیویورک با خط نستعلیق طلاکوب نقش بسته است؛ ولی این ادعا درست نیست و عکسی نیز از این شعر بر سردر نام‌برده دیده نشده است. با این حال در سال ۱۳۸۴، از سوی ایران، فرشی از استاد صیرفیان به سازمان ملل متحد اهدا و در آن نصب شد، که شعر بنی‌آدم در آن نقش بسته بود. این شعر در پیام فارسی که در مجموعهٔ پیام‌های فضاپیمای وُیِجِر (در مجموع، پیام‌هایی به ۵۵ زبان) برای فضاهای دوردست فرستاده شده است، برگزیده شده است.

## الهام و بازآفرینی

### در موسیقی
شواهد موجود در آثار سعدی نشان می‌دهد، که او در نشست‌های موسیقی شرکت می‌کرده و اصطلاحات و اسباب موسیقی را می‌شناخته است. اشعار، به خصوص غزلیات، او ساده و روان است، مضمونِ مناسب دارد، در وزن‌هایی سروده شده که با الحان و ضرباهنگ موسیقی ایرانی سازگار است و واج‌ها و آواهای آن هم همنشینی دارند. این ویژگی‌ها باعث شده است که موسیقی‌دان‌ها از قدیم‌الایام از اشعار سعدی برای ساختن ترانههای خود استفاده کنند. ابن بطوطه در سفر خود به ترکستان خواندن آوازی را در محفلی نقل می‌کند، که برگرفته از شعر سعدی است. قدیمی‌ترین قطعات موسیقی ضبط‌شده بر روی صفحات گرامافون هم نشان‌دهندهٔ قدمت به‌کارگیری اشعار سعدی در موسیقی ایرانی است.
در بین خوانندگان معاصر، تاج اصفهانی بیش از دیگران به سعدی علاقه‌مند بود. او تأکید ویژه‌ای بر مناسب‌خوانی داشت و بسیاری از قطعات آوازی خود را از اشعار سعدی برگزید. محمدرضا شجریان نیز از خوانندگان پیشرو در خواندنِ اشعار سعدی است. تمام ترانه‌های آلبوم پیوند مهر و بسیاری از ترانه‌های آلبوم‌های دیگر او از جمله نوا، دستان، دل مجنون، بهار دلکش، فریاد و در خیال از اشعار سعدی انتخاب شده است. غلامحسین بنان، محمودی خوانساری، عبدالوهاب شهیدی، اکبر گلپایگانی و محسن چاوشی نیز بارها اشعار سعدی را خوانده‌اند.

### در تئاتر
نمایشی با عنوان گلگشت در گلستان به کارگردانی داریوش مؤدبیان در سال ۱۳۹۵ در تهران بر روی صحنه رفت که روخوانی نمایشی گزیده‌ای از گلستان سعدی بود. این نمایش اقتباسی، یکی از محصولات کارگاه‌های نمایشی مؤدبیان بود که در سال ۱۳۹۲ برگزار شده‌بود. پری صابری نیز نمایشنامه‌ای بر مبنای زندگی سعدی نوشت که در سال ۱۳۹۱ با عنوان باغ دل‌گشا؛ نگاهی بر احوالات، حکایات و شعر و شاعری شیخ سعدی به چاپ رسید. سلطان فیل‌گردن نیز عنوان نمایشنامهٔ دیگری است داریوش ارجمند که بر اساس یکی از حکایات سعدی نوشته و منتشر کرده است. ماجرای این داستان، ماجرای سلطانی است که از اسب می‌افتد و گردنش در بدنش فرومی‌رود. طبیبان در درمان او راه به جایی نمی‌برند تا اینکه یکی از طبیبان او را درمان می‌کند. اما سلطان به طبیب پاداشی نمی‌دهد و او نیز برای تلافی، دانه‌هایی را به ملیجک می‌سپارد تا در عودسوزها بریزد و باعث می‌شود گردن سلطان دوباره در بدنش فرورود. این نمایشنامه در قالب یک نمایش روحوضی نوشته شده است.

### در ادبیاتِ نوین
یکی از نخستین رمانهای فارسی، مجموعهٔ سه‌گانه‌ای است با عنوان شمس و طغرا که محمدباقر خسروی آن را در سال ۱۹۱۰ میلادی در کرمانشاه به چاپ رسانده است. یکی از شخصیت‌های مهم این داستان تاریخی و عاشقانه، سعدی است که مراسم ازدواج دو شخصیت اول داستان را برگزار می‌کند.

### در ادبیات کودک و نوجوان
از حکایت‌های بوستان و گلستان، آثار مختلفی برای کودکان و نوجوانان بازنویسی و بازآفرینی شده است. مجموعهٔ ۱۰ جلدی قصه‌های شیرین فارسی اثر فرهاد حسن‌زاده و هفتمین جلد از مجموعهٔ قصه‌های خوب برای بچه‌های خوب با عنوان قصه‌های گلستان و مُلستان اثر مهدی آذریزدی از جمله کتاب‌هایی هستند که در این حوزه در ایران به چاپ رسیده‌اند.

### رویکردهای نو
سعدی از دست خویشتن فریاد عنوان منتخبی از ابیات غزل‌های سعدی به انتخاب عباس کیارستمی است که خوانشی جدید از اشعار سعدی محسوب می‌شود. کیارستمی هر صفحه از کتاب را به یک بیت اختصاص داده و آن‌ها را براساس قافیه و ردیف طبقه‌بندی کرده است. او در برخی از صفحات، برخلاف رویهٔ معمول، ابیات را به صورت سر-و-ته نوشته است. این کتاب نه مقدمه‌ای دارد و نه فهرستی.

## انتقادات
با آغاز جنبش مشروطه ایران در دههٔ ۱۲۸۰، انتقاد از سعدی در میان برخی از روشنفکران رواج یافت. منتقدان، آموزه‌های اخلاقی و حکمی سعدی را کهنه و ناسازگار با هنجارهای اجتماعی جدید قلمداد کرده و مورد نقد قرار داده‌اند. در این زمان که نبردی بین سنت و مدرنیته شکل گرفته بود، سعدی به عنوان یکی از نمادهای سنت مورد هجمهٔ نوگرایانی مانند میرزا فتحعلی آخوندزاده، میرزا عبدالرحیم طالبوف تبریزی، میرزا آقاخان کرمانی و دیگران قرار گرفت. همایون کاتوزیان، تاریخ‌نگار و منتقد ادبی معاصر، حجم انتقادات و تبلیغات منفی نوگرایان معاصر به اشعار سعدی در سال‌های بعد از ۱۳۲۰ را به حدی وسیع می‌داند که بسیاری از افراد بی‌آن که شعری از سعدی بخوانند، آثار او را مزخرف قلمداد می‌کردند. وی از این جریان به عنوان یکی از پدیده‌های عجیب قرن بیستم در ایران یاد می‌کند و آن را پدیدهٔ سعدی‌کُشی در ایران می‌نامد. در مقابل، کسانی مانند سیاستمدار محمدعلی فروغی، و شاعر محمدتقی بهار به سعدی ارادت می‌ورزیدند.
گروهی از منتقدان، آثار سعدی را دچار تناقض و فاقد نظم سیستماتیک دانسته‌اند. برای نمونه، علی دشتی در کتاب قلمرو سعدی، اطلاق کتاب اخلاقی به گلستان را مورد تردید قرار می‌دهد؛ چراکه برخی از حکایات آن را فاقد هرگونه نکتهٔ تربیتی و برخی را حتی مخالف اصول اخلاقی می‌شمرد. به عقیدهٔ وی هرچند که نکات اخلاقی و پند و اندرز به‌وفور در گلستان به‌چشم می‌خورَد، اما این کتاب — برخلاف دیگر کتاب‌هایی که به‌عنوان کتاب اخلاق شناخته‌می‌شوند — فاقد یک سیر مدون برای تبیین اصول اخلاقی از جهات و زاویه‌های مختلف است. دشتی، اگرچه به برخی تناقض‌گویی‌ها در آثار وی اشاره می‌کند، اما سخنوری سعدی را می‌ستاید و خود را «منتقد» سعدی یا گلستان نمی‌داند؛ چنان‌که در کتاب قلمرو سعدی می‌نویسد: «هدف انتقاد گلستان نیست، بلکه طرز پذیرش گلستان است… اگر گلستان را چنان‌که هست قبول کنند؛ یعنی مجموعه ملاحظات و لطایف، و پند و موعظه و بیان اوضاع روحی و اخلاقی زمان… دیگر ایرادی باقی نمی‌مانَد.» یان ریپکا نیز نظر مشابهی دارد و سعدی را فاقد مکتب فلسفهٔ اخلاق و نظام منسجم فکری می‌داند.
گروهی دیگر از منتقدان نیز با تکیه بر برخی از حکایت‌ها و اشعار سعدی، دیدگاه‌های وی را مبتنی بر برخی از ضدارزش‌های امروزی؛ مانند تقدیرگرایی، عدم برابری حقوق اجتماعی زن و مرد و مواردی از این دست می‌دانند. اسماعیل خویی بر گرایش‌های سازش‌کارانه و محافظه‌کارانهٔ سعدی انگشت گذاشته و از این لحاظ، وی را سزاوار نقد می‌بیند.
احمد کسروی یکی از منتقدان جدی سعدی به‌شمار می‌آید که در کل حرفهٔ شاعری را کاری بیهوده و ضداجتماعی می‌دانست و دربارهٔ بیشتر شاعران ایرانی بدگویی می‌کرد. از نظر کسروی، «سعدی اندیشه‌های پست و بی‌خردانهٔ زمان خود را به قالب سخن ریخته» و به‌صورت پند و اندرز بیان کرده است. وی تیر نقد را به سمت گرایش‌های جنسی سعدی نیز نشانه گرفته و او را از این منظر مورد سرزنش قرار داده است. علی شریعتی نیز در کتاب زن در چشم و دل محمد (که برگرفته از یکی از سخنرانی‌های اوست) در جایی که شواهدی مبنی بر روابط جنسی همجنس‌گرایانه در گذشته ارائه می‌کند، به استناد برخی از حکایات سعدی از جمله حکایت مسجد جامع کاشغر و حکایت قاضی همدان، به روابط عاشقانه سعدی با پسران اشاره و آن را تقبیح می‌کند. آرش نراقی، نویسنده و مترجم ایرانی نیز «عشق ورزیدن و مغازله ورزیدن‌های جنسی با کودکان و نوجوانان» در اشعار سعدی را سزاوار تقبیح می‌داند. وی اگرچه این موضوع را نوعی سنت ادبی در روزگار سعدی می‌داند، معتقد است که او در آثارش از این مناسبات با لذت و تحسین یاد کرده است. میرزا آقاخان کرمانی ابیات عاشقانهٔ سعدی را مورد نقد اخلاقی قرار داده است.
بخشی از دیدگاه‌های انتقادی که متوجه آثار سعدی شده، از جانب شاعران نوپرداز بوده که تلقی متفاوت و جدیدی از شعر و فرم پردازش آن داشته‌اند. احمد شاملو، شاعر نوپرداز معاصر، سعدی را اگرچه «ناظم» بزرگی می‌دانست؛ اما معتقد بود که آثار وی با معیارها و استنباط امروزی از شعر، مغایرت دارد. وی معتقد بود که سعدی تابع احساس نیست و عمیق نمی‌اندیشد؛ بلکه تنها مطالب را به زیبایی بیان می‌کند. از نظر نیما یوشیج، شاعر در پرداخت غنایی شعر به جای این که بگوید، باید نشان دهد. درحالی که به عقیدهٔ وی، اشعار سعدی فاقد چنین ظرافتی در خلاقیت معنایی و مفهومی است؛ برای نمونه به جای این که اندوه را غیرمستقیم به تصویر بکشد، سر راست به سراغ واژگانی چون ناله، گریه، روز وداع و عبارت‌هایی از این دست رفته است.

## یادبود و بزرگداشت

### آرامگاه

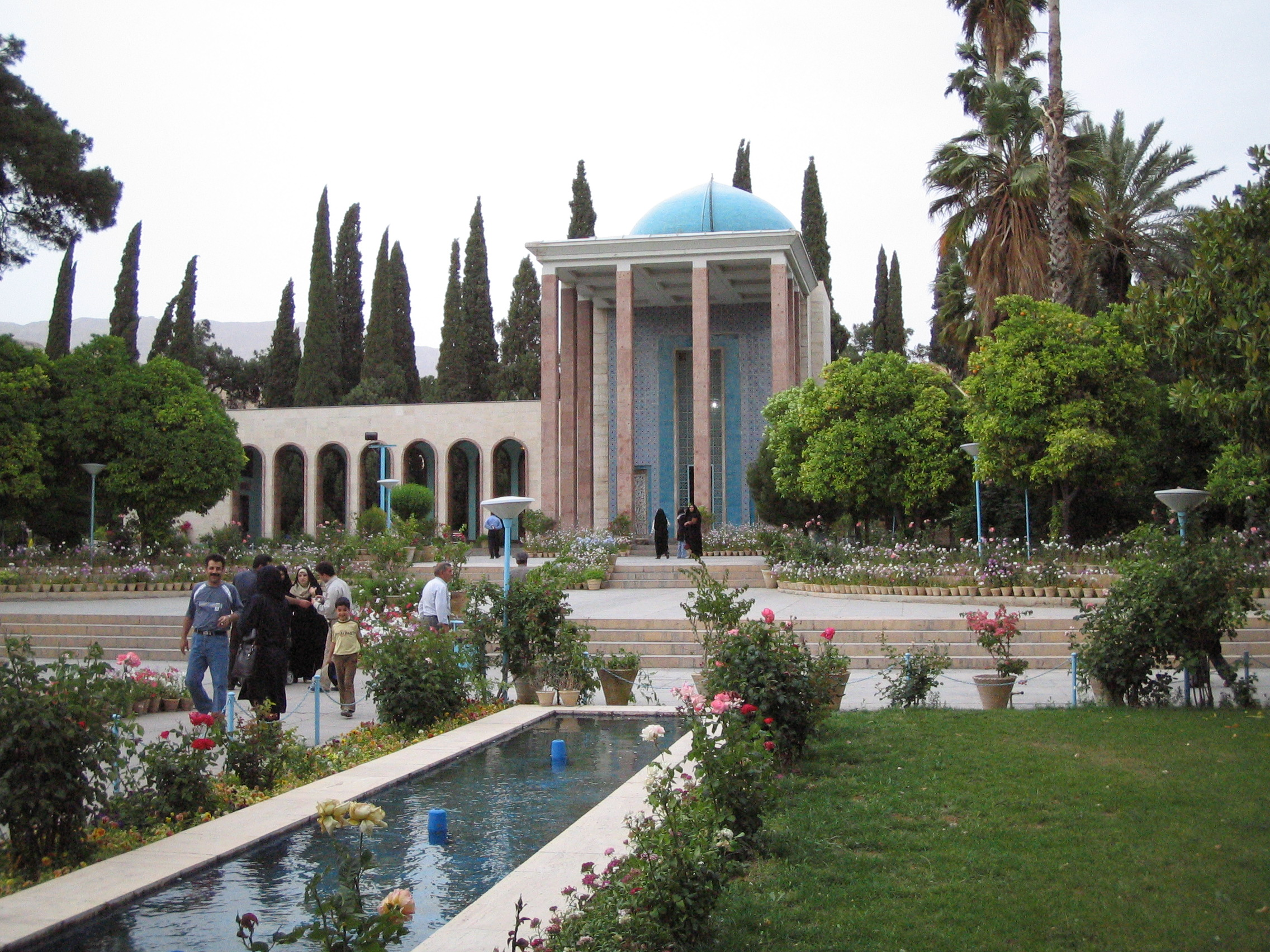
آرامگاه سعدی شیراز

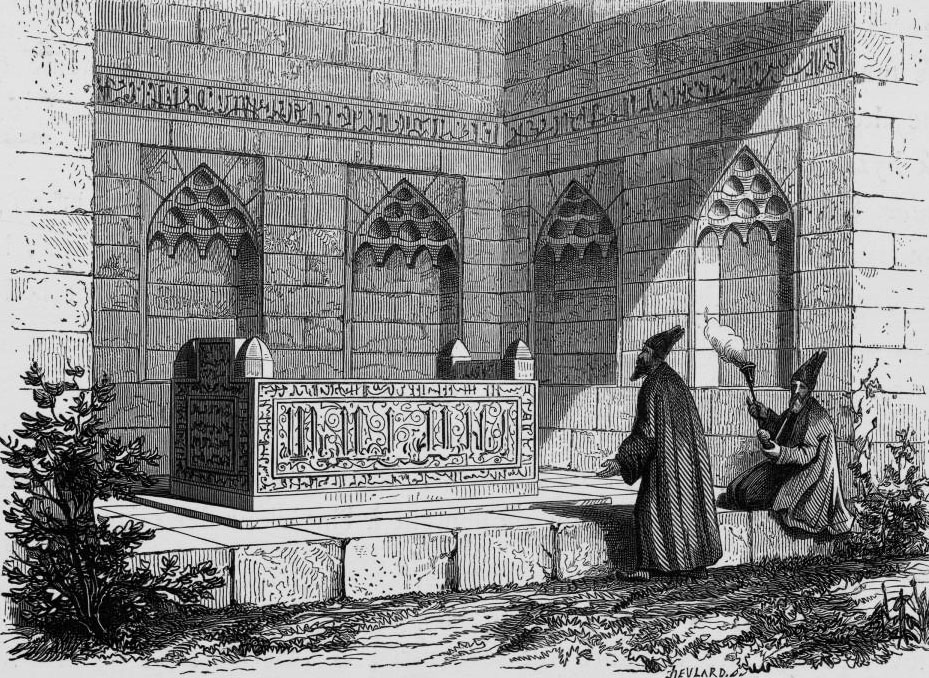
آرامگاه سعدی در اواسط دورهٔ قاجار

آرامگاه سعدی در شمال شرقی شیراز، در دامنهٔ کوه پهندژ و در کنار باغ دلگشا واقع شده است. این مجموعه با عنوان سعدیه نیز نامیده می‌شود.
محل دفن سعدی، خانقاهی بود که او در سال‌های پایانی زندگی خود در آن می‌زیست. این خانقاه، در نزدیکی سرچشمه‌های نهر رکن‌آباد واقع شده‌بود. در سال ۹۹۸ هجری قمری به حکم یعقوب ذوالقدر، حکمران فارس، بنای خانقاه شیخ تخریب شد.
در سال ۱۱۸۷ هجری قمری به دستور کریمخان زند، یک ساختمان آجری در آن‌جا بنا شد که شامل ۲ طبقه بود؛ طبقهٔ پایین دارای راهرویی بود که پلکان طبقه دوم از آن‌جا شروع می‌شد و مزار سعدی در محفظه‌ای چوبی در اتاق شرقی راهرو قرار داشت.
این بنا و محوطهٔ آن در اثر مرور زمان رو به زوال گذاشت و در دههٔ ۱۳۲۰ خورشیدی به صورت بنایی مخروبه و کثیف و زیستگاه مگسها تبدیل شد. در این زمان، با توجه به اتمام بنای حافظیه، علی‌اصغر حکمت، رئیس وقت انجمن آثار ملی ایران، به فکر احداث بنایی تازه و مناسب افتاد. با تلاش‌های وی، طراحی و ساخت این عمارت جدید، بر عهدهٔ محسن فروغی، معمار ایرانی، و علی صادق گذاشته شد؛ هرچند آندره گدار، معمار فرانسوی نیز بازدیدهایی از آن داشته است. کلنگ احداث این بنا در سال ۱۳۲۷ به دست اشرف پهلوی زده‌شد. این بنا با صرف هزینهٔ ۹۸۰ هزار تومان، در سال ۱۳۳۱ آماده و در روز یازدهم اردیبهشت همان سال با حضور محمدرضا پهلوی و دکتر حسابی، وزیر وقت فرهنگ، افتتاح شد.
معماری بنای جدید سعدیه، با استفاده از عناصر معماری ایرانی صورت گرفته است؛ این بنا از یک ایوان ستوندار بلند و یک رواقِ کشیده تشکیل شده است. رواق و ایوان به‌صورت L جانمایی شده‌اند. در محل برخورد ایوان و رواق، که مزار سعدی در آن قرار دارد، یک گنبد از کاشی فیروزه‌ای تعبیه شده است. آب قنات نیز در آب‌نمای موسوم به حوض ماهی در زیرزمین مجموعه جریان دارد.
این مجموعه در سال ۱۳۵۴ در فهرست آثار ملی ایران ثبت شد.

### تندیس

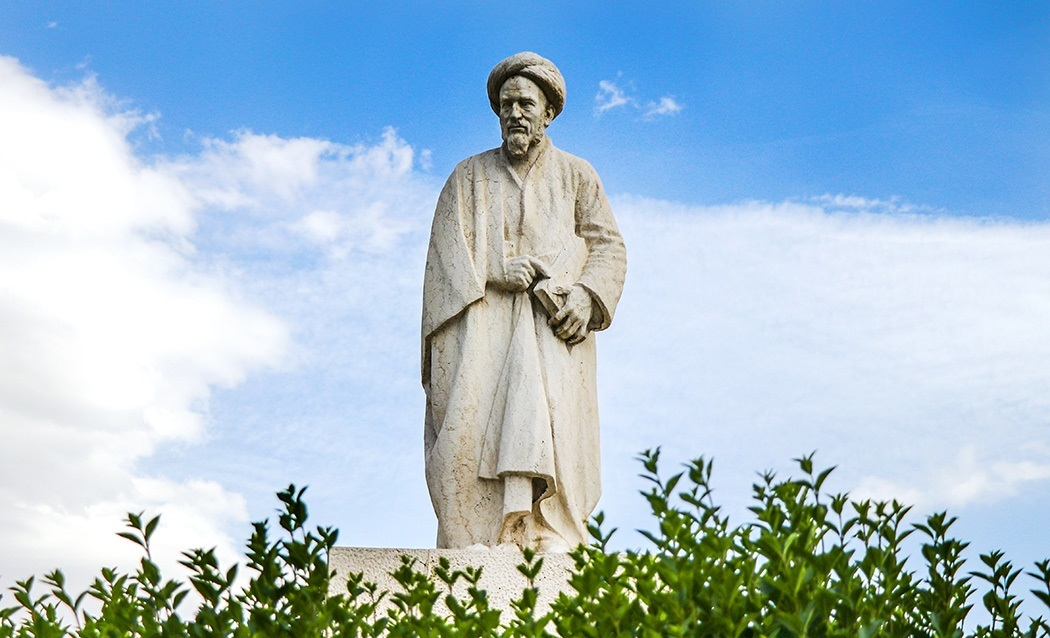
مجسمه سعدی در میانه میدان گلستان، شیراز

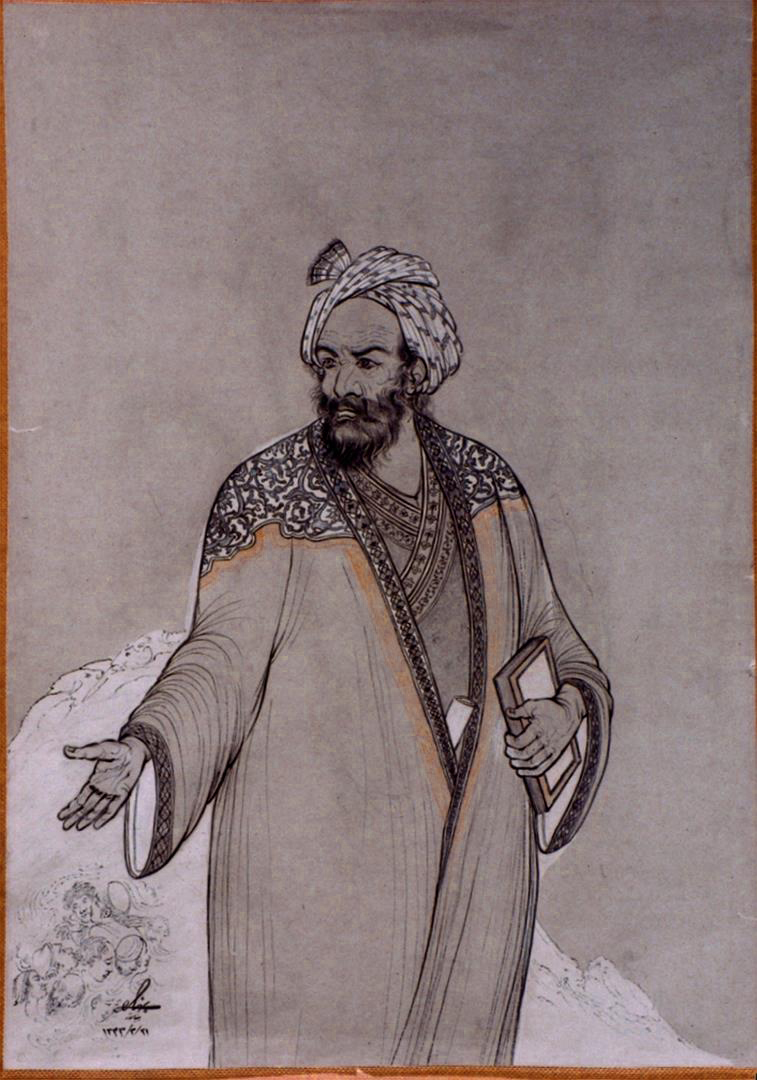
سعدی شیرازی اثر حسین بهزاد

در سال ۱۳۳۰، با ابتکار و پیگیری علی‌اصغر حکمت، رئیس وقت انجمن آثار ملی ایران، مجسمهٔ بزرگی از سعدی ساخته و در میدان سعدی شیراز در نزدیکی دروازه اصفهان نصب و در سال ۱۳۳۱ هم‌زمان با افتتاح آرامگاه سعدی، رونمایی شد. این تندیس اثر ابوالحسن صدیقی، نقاش و مجسمه‌ساز برجستهٔ ایرانی است و از جنس سنگ مرمر ساخته‌شده است. کار ساخت این مجسمه که بیش از سه متر ارتفاع دارد، یک سال و نیم به طول انجامیده است. نصب این مجسمه در ابتدا با مخالفت و اعتراض برخی از متشرعین شیراز همراه بوده که آن را خلاف احکام اسلام می‌دانستند؛ ولی در نهایت با میانجی‌گری علمای شیراز این اعتراضات خاتمه پیدا کرد.
علت انتخاب این محل برای نصب مجسمهٔ سعدی، واقع شدن این محل در مبدأ ورود مسافران به شیراز بود. اما به مرور زمان، با ساخته شدن مسیرهای جدید، مسافران کمتر این مسیر را انتخاب می‌کردند و این مجسمه امروز کمتر در معرض دید مسافران قرار دارد.
این مجسمه تا اواسط دههٔ ۱۳۷۰ در این میدان واقع بود اما با برچیده شدن تدریجی میدان، مجسمه به میدان گلستان انتقال داده‌شد.

### روز سعدی
مرکز سعدی‌شناسی، از سال ۱۳۸۱ خورشیدی، روز ۱ اردیبهشت را روز سعدی، اعلام کرد و در یکم اردیبهشت ۱۳۸۹ خورشیدی، در «اجلاس شاعران جهان» در شیراز، نخستین روز اردیبهشت، از سوی نهادهای فرهنگیِ داخلی و خارجی، به‌عنوان «روز سعدی» نام‌گذاری شد.

### پول ملی

شعر بنی آدم و نمایی از آرامگاه سعدی در پشت اسکناس صدهزار ریالی

سکه‌های پانصد ریالی برنزی ایران از سال ۱۳۸۷ خورشیدی به نقش آرامگاه سعدی مزین شده است. همچنین طرح پشت اسکناس ده‌هزار تومانی (یک‌صد هزار ریالی) نمایی از مقبرهٔ سعدی در شیراز است. گفتنی است که چاپ بیت نخست شعر بنی‌آدم اعضای یک پیکرند بر روی اسکناس‌های یک‌صدهزار ریالی در سال ۱۳۸۹، موجب واکنش‌های رسانه‌ای شد و روایت صحیح این بیت، از فرهنگستان زبان و ادب فارسی استعلام شد.

### یادوارهٔ هفت‌صدمین سال تصنیف گلستان و بوستان

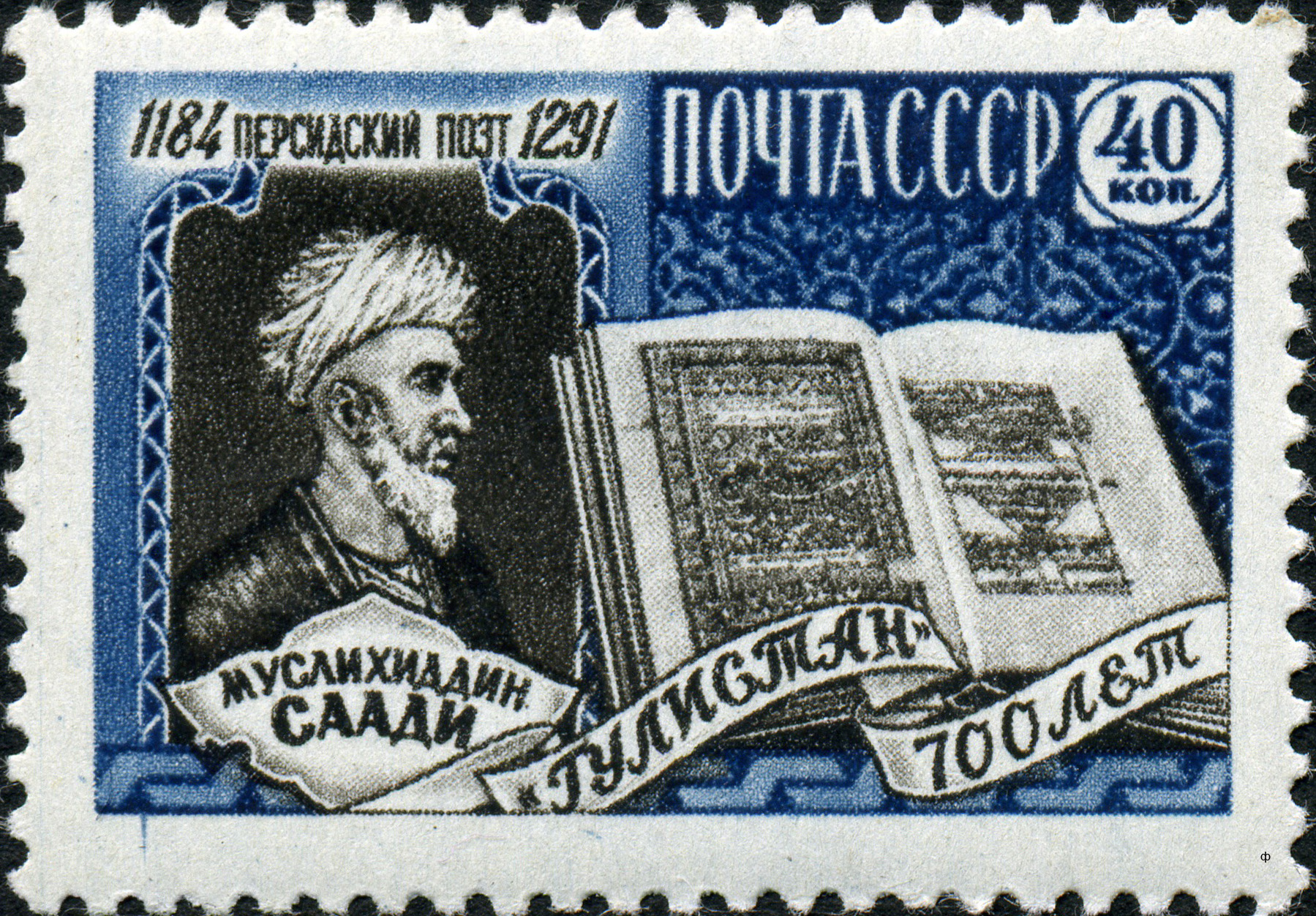
تمبر شوروی به مناسبت هفتصدمین سال سرایش گلستان

سال ۱۳۱۶ خورشیدی مصادف با ۱۳۵۶ هجری قمری، هفتصدمین سالگرد تصنیف کتاب‌های گلستان و بوستان بود. در این سال به‌منظور بزرگداشت سعدی، به ابتکار علی‌اصغر حکمت، وزیر وقت معارف، مجموعه اقداماتی به عمل آمد. برخی از مهم‌ترین این اقدامات عبارت بودند از:
- برگزاری مراسم بزرگداشت و جشن در نقاط مختلف کشور و از جمله در دانش‌سرای عالی تهران
- انتشار یک دورهٔ کامل از کلّیات سعدی از روی قدیمی‌ترین و معتبرترین نسخه‌های خطی موجود در آن زمان
- انتشار مجموعهٔ مقالات با موضوع تحقیق و تتبع در آثار و احوال سعدی در قالب یک شماره از نشریهٔ تعلیم و تربیت با عنوان سعدی‌نامه
- نام‌گذاری دبیرستان اصفهان به نام دبیرستان سعدی

## منبع‌شناسی
تاکنون، در مورد سعدی، منابع کمی به زبان فارسی گردآوری شده است. از زمان سعدی تا حدود سال ۱۳۰۰ هجری خورشیدی، آثاری که به سعدی اشاره می‌کنند از کلی‌گویی و داستان‌سرایی فراتر نمی‌روند. در مورد سعدی، منابع و شواهد بیرونی چندانی وجود ندارد و به‌همین دلیل، محققان اغلب به شواهد درونی؛ یعنی آثار خود سعدی روی می‌آورند و تلاش می‌کنند زندگی وی را از نوشته‌های خودش — به‌ویژه بوستان و گلستان — استخراج نمایند. با این حال، یکی از راه‌های کسب اطلاعات دربارهٔ سعدی، مطالعهٔ روزگار و زمانهٔ اوست که با یورش مغول‌ها به ایران هم‌زمان بوده است. به‌طور مثال تاریخ جهانگشای، تاریخ وصاف و جامع‌التواریخ سه اثر دست اول در مورد تاریخ این دوران هستند. در عین حال می‌توان از برخی تذکرهها، سفرنامهها و مقدمه‌های نگاشته‌شده بر آثار او نیز اطلاعاتی در مورد زندگانی سعدی به‌دست‌آورد.